# Maria Keil
Maria da Silva Pires Keil do Amaral ComSE (Silves, Silves, 12 de agosto de 1914 — Santa Maria de Belém, Lisboa, 10 de junho de 2012) foi uma pintora e ilustradora portuguesa; pertence à segunda geração de pintores modernistas portugueses.
Maria Keil realizou uma obra vasta e diversificada que abarca a pintura, desenho e ilustração, azulejo, design gráfico e de mobiliário, tapeçaria, cenografia, etc. Destaca-se de modo particular a sua intensa atividade como ilustradora, bem como o papel crucial que desempenhou na renovação do azulejo contemporâneo em Portugal.
Em 2013 o Museu da Presidência da República organizou uma mostra retrospetiva cobrindo os múltiplos aspetos da sua obra. Tem uma biblioteca com o seu nome em Lisboa, no Lumiar.

## Biografia
Maria Keil nasceu a 12 de agosto de 1914, numa casa da Rua Elias Garcia, em Silves, sendo filha de Francisco da Silva Pires, então de 36 anos, negociante, e de sua mulher Maria José da Silva, então de 29 anos, doméstica, ambos naturais de Lagoa (freguesia de Estômbar).
A partir de 1929 frequenta o Curso Preparatório da Escola de Belas Artes de Lisboa e depois o curso de pintura (que não chega a terminar), onde é aluna de Veloso Salgado. A sua prática artística caracteriza-se, desde o início, pela diversidade de técnicas e meios de expressão. Ao longo da vida irá empenhar-se numa multiplicidade de áreas, entre as quais a pintura e desenho, ilustração, artes gráficas, gravura, azulejo, tapeçaria, mobiliário, decoração, cenografia e figurinos.
A 1 de setembro de 1933, casou civilmente, na freguesia do Beato, em Lisboa, com o arquiteto Francisco Keil do Amaral. Deste casamento nasceu o seu único filho, Francisco Pires Keil do Amaral (ou Pitum Keil do Amaral).
Em 1936 é membro do ETP (Estúdio Técnico de Publicidade, então formado por José Rocha), estabelecendo amizade com Carlos Botelho, Fred Kradolfer, Ofélia Marques e Bernardo Marques. No ano imediato faz uma estadia em Paris durante a construção do Pavilhão da Exposição Internacional de Paris (de que Keil do Amaral era arquiteto), para o qual realiza motivo decorativo na Sala IV – Ultramar (Salle IV – Outremer).

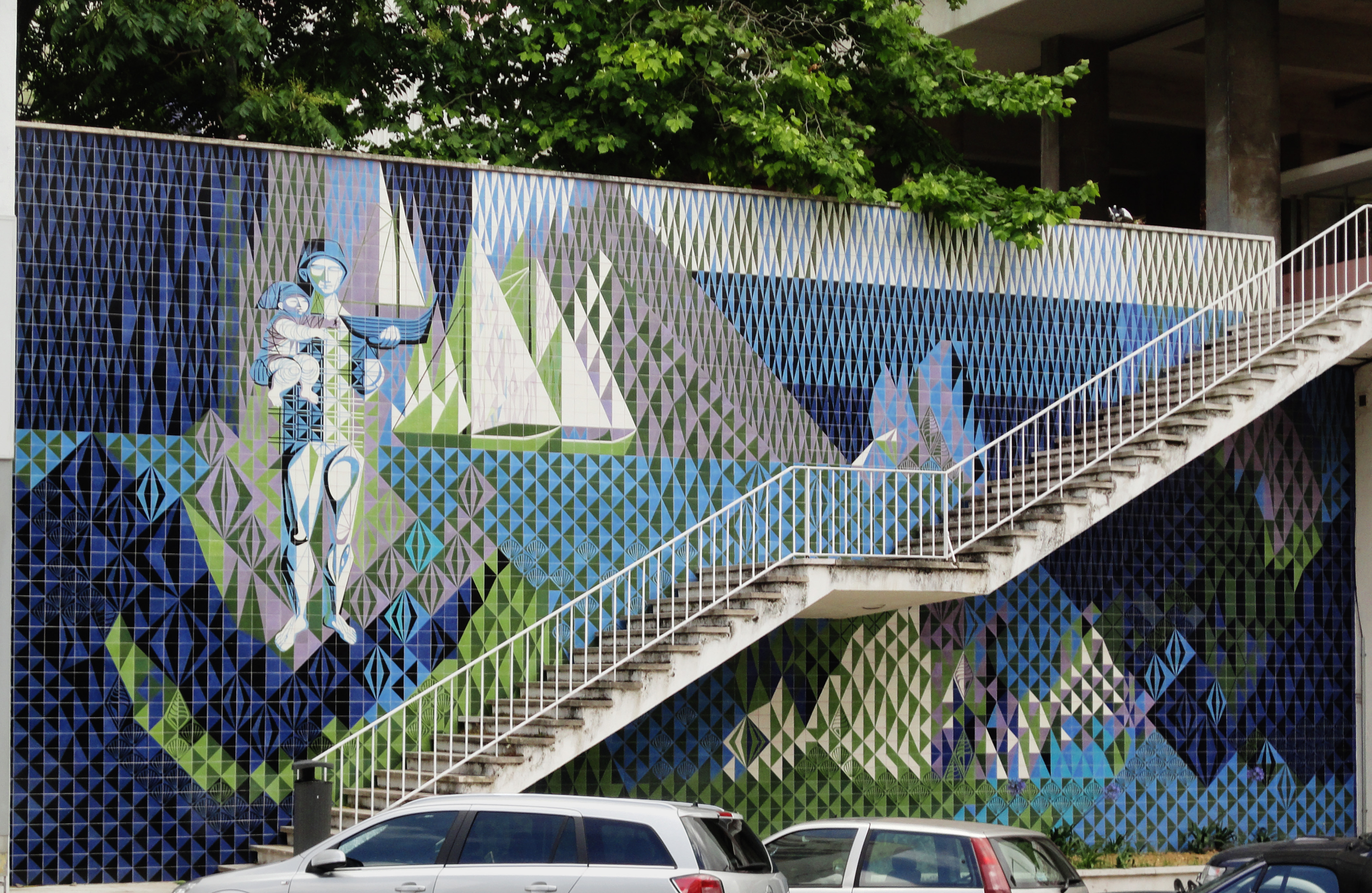
O mar, 1958-59, painel de azulejos, Av. Infante Santo, Lisboa

Expõe individualmente primeira vez em 1939 (por não existirem galerias de arte a mostra realiza-se na Galeria Larbom, uma loja de móveis da Rua do Ouro, Lisboa); nesse mesmo ano participa na IV Exposição de Arte Moderna do S.P.N.. Participa nas mostras do SPN dos dois anos imediatos, vencendo o Prémio de Revelação Souza-Cardoso em 1941 com Autorretrato, 1941.
Em 1940 concebe cenários e figurinos para o bailado Lenda das Amendoeiras, apresentado no espetáculo de estreia da Companhia de bailado Verde Gaio.
Entre 1946 e 1956 participa regularmente nas Exposições Gerais de Artes Plásticas, SNBA, Lisboa. Realiza uma exposição individual em 1945 e, de novo, em 1955: "trata-se de uma exposição histórica, visto marcar, no âmbito da arte portuguesa, níveis de inovação pioneira nos domínios do mobiliário e, sobretudo, do azulejo" (esta mostra assinalou o trabalho de desenho de mobiliário para interiores domésticos e, também, para espaços comerciais ligados à restauração e hotelaria, a que se dedicou desde o início dos anos de 1940 e até meados da década seguinte). Segue-se um longo hiato em que se dedica a uma multiplicidade de atividades, para expor de novo individualmente a partir de 1983.
Entre as áreas a que se dedicou com maior continuidade há que destacar a ilustração. Multifacetada, Maria Keil escreveu e ilustrou livros para crianças e adultos, tendo publicações totalmente de sua autoria (texto e imagem) ou ilustrando obras de Matilde Rosa Araújo, Aquilino Ribeiro, Sophia de Mello Breyner Andresen, José Gomes Ferreira, Augusto Abelaira, Mário Dionísio, José Rodrigues Miguéis, Ilse Losa, entre outros.
Outra vertente marcante da sua obra e onde mais se distinguiu foi o azulejo, em que começa a trabalhar no início da década de 1950. Maria Keil irá tornar-se numa das principais figuras da renovação moderna nessa área. Da sua vasta produção pode destacar-se o painel de azulejos O mar, na Avenida Infante Santo, Lisboa, e a extensa colaboração para o Metropolitano de Lisboa. Com início em 1957, esse trabalho prolongar-se-ia até aproximadamente 1972, com a inauguração das últimas estações dessa primeira fase: Arroios, Alameda,  Areeiro,  Roma e Alvalade. Maria Keil foi autora dos painéis de todas as estações iniciais com exceção da Avenida. A partir de 1977 alguns destes painéis foram total ou parcialmente destruídos, por ocasião da ampliação de várias estações, entre as quais as do Saldanha, Restauradores e do Intendente. Em 1978 participa na exposição itinerante 5 Séculos de Azulejo em Portugal (Rio de Janeiro, São Paulo, Brasília e Caracas); a partir dessa data a sua obra integra as principais exposições (em Portugal e no estrangeiro) dedicadas ao azulejo em Portugal. Em 1989, o Museu Nacional do Azulejo organiza uma exposição abrangente sobre essa faceta da sua obra.
A 9 de abril de 1981, foi agraciada com o grau de Comendador da Ordem Militar de Sant'Iago da Espada.
Em 2013 o Museu da Presidência da República organiza, no Palácio da Cidadela de Cascais, em parceria com a Câmara Municipal de Cascais, a exposição De propósito - Maria Keil, obra artística, apresentando uma visão retrospetiva e abrangente dos seus trabalhos.

## Obra
|                                                                        |  |                                                 |
| Ilustração para O livro de Marianinha, texto de Aquilino Ribeiro, 1967 |  | Autorretrato, 1941, óleo sobre tela, 53 x 45 cm |

As etapas iniciais da sua obra articulam-se de perto com as artes gráficas e com a sua participação no Estúdio Técnico de Publicidade (formado por José Rocha). É aí que aprende o espírito renovador impulsionado inicialmente pelo exemplo de Fred Kradolfer : "O grafismo de Maria Keil, informado no de Kradolfer […], como que opôs à sólida dureza geométrica do suíço, a natural delicadeza do jogo de redes transparentes".
Ao longo da vida irá utilizar, com enorme liberdade de movimentos, uma linguagem modernizante que articula a figuração sensível com um universo formal frequentemente geometrizado, simplificado. Esse idioma particular atravessa toda a sua obra como ilustradora (e está presente em muita da sua produção no azulejo). Oscilando entre a imagem direta, simples e imediata, e a fusão de espaços ou mesmo a subtil surrealização da narrativa, Maria Keil parte "de uma situação real, […] toma dela apenas o que nela traz já uma réstia de irrealidade. Depois, e a partir disso mesmo, esboça figuras de uma nova realidade que é própria da sua arte".
"O processo gráfico de sobrearticulação de planos torna-se estrutura compositiva na pintura, capaz de fazer coincidir os contornos da forma linear com os limites da cor plana, por relação de equivalências plásticas.  Uma lógica visual de redução de obstáculos, de supressão de artifícios formais, no sentido da clareza, quase transparente, da imagem". Esse desejo de clarificação está presente no autorretrato de 1941, dominado pela "presença arquitetónica" da figura, que funciona como eixo da composição, controlando e dominando "a sua própria presença, mediante a discreta teatralidade dos pequenos gestos".

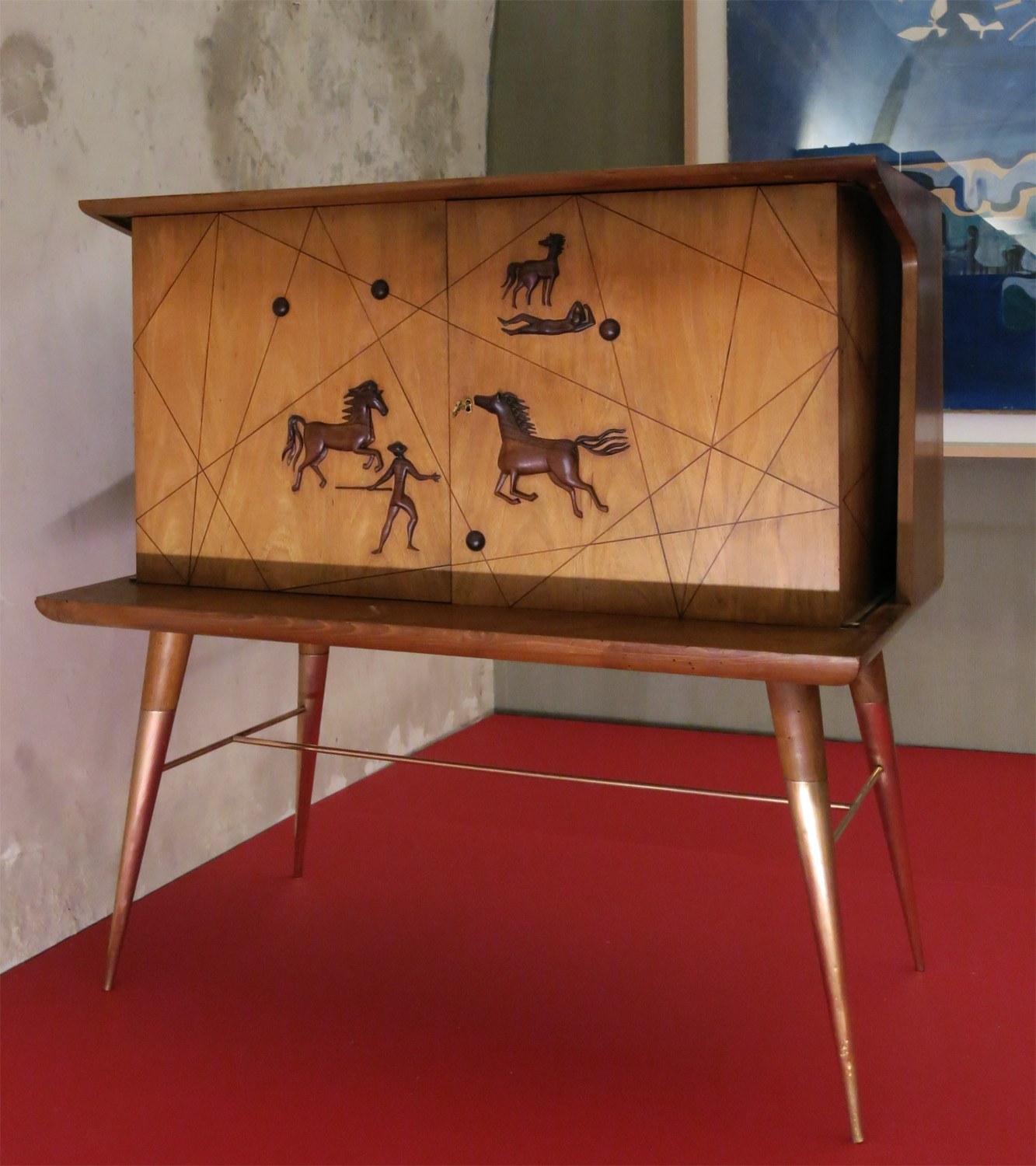
Bar dos cavalos, 1955; peça de mobiliário em madeira e metal

As suas primeiras experiências no azulejo datam de 1954 (delegação da TAP em Paris e Aerogare de Luanda); representam um prolongamento das tentativas de renovação do azulejo português levadas a cabo por Jorge Barradas, Carlos Botelho, Bernardo Marques ou Fred Kradolfer.
A sua opção pelo azulejo prende-se com o apoio da nova geração de arquitetos, entre os quais o seu marido, Keil do Amaral, mas igualmente com motivações pessoais: "Depois da segunda exposição, cheguei à conclusão de que não valia a pena continuar a pintar, o mundo está cheio de boa pintura […]. A arquitetura é uma coisa muito séria, achei mais útil fazer coisas para a arquitetura".
"Maria Keil não apostou na renovação do azulejo a partir da mera alteração vocabular, porque inventou uma outra linguagem para o azulejo, a partir de uma construção metódica de efeitos espácio-óticos" . A sua primeira obra de vulto neste domínio data de 1958-59 (os estudos são de 1956-58) e intitula-se O mar. Com um cromatismo claramente simbólico onde predominam os azuis e verdes, esse trabalho compatibiliza as alusões figurativas (a imagem do pescador com o filho, barcos, búzios…) com o pendor marcadamente decorativo da totalidade do painel, dominado por padrões geométricos: "a sua referência cultural não se situa nos painéis picturais, historiados ou naturalistas da produção erudita, mas nas suas determinantes cercaduras onde as possibilidades da geometria e da cor se transmutam em ritmos".
Para a vasta encomenda do Metropolitano de Lisboa (1957 – c. 1972), irá optar por formas estritamente abstratas, experimentando variações onde se cruzam formas herdadas da história do azulejo com elementos abstratos que podem ter origem, por exemplo, no Neoplasticismo: "Misturando linguagens e valores, Maria Keil pressente a via de uma condição contemporânea que reutiliza sucessivas e díspares poéticas como signos operativos, visando a disponibilidade absoluta do entrosamento das formas e das cores".

### Azulejos / Metropolitano de Lisboa

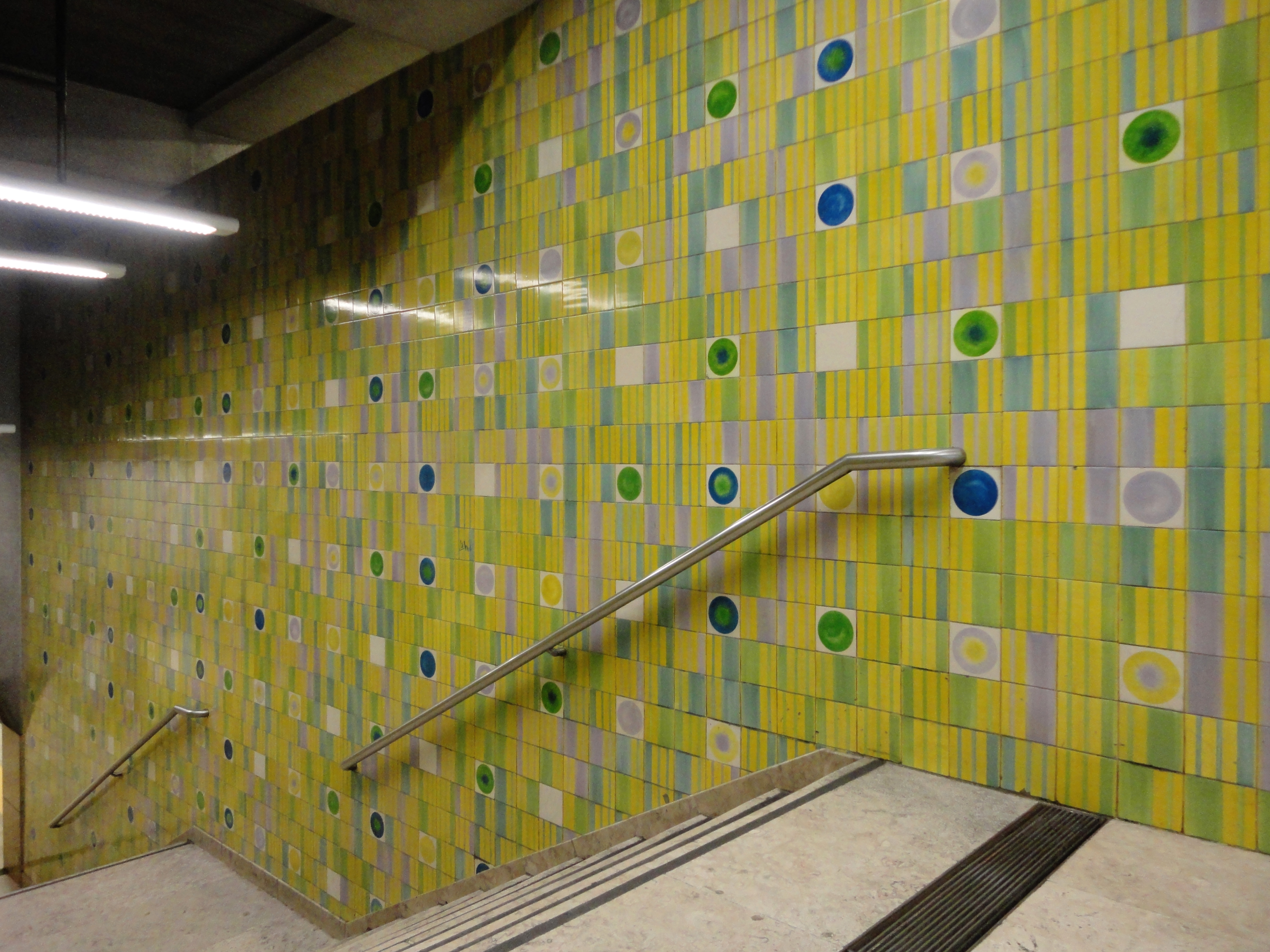
Estação Martim Moniz
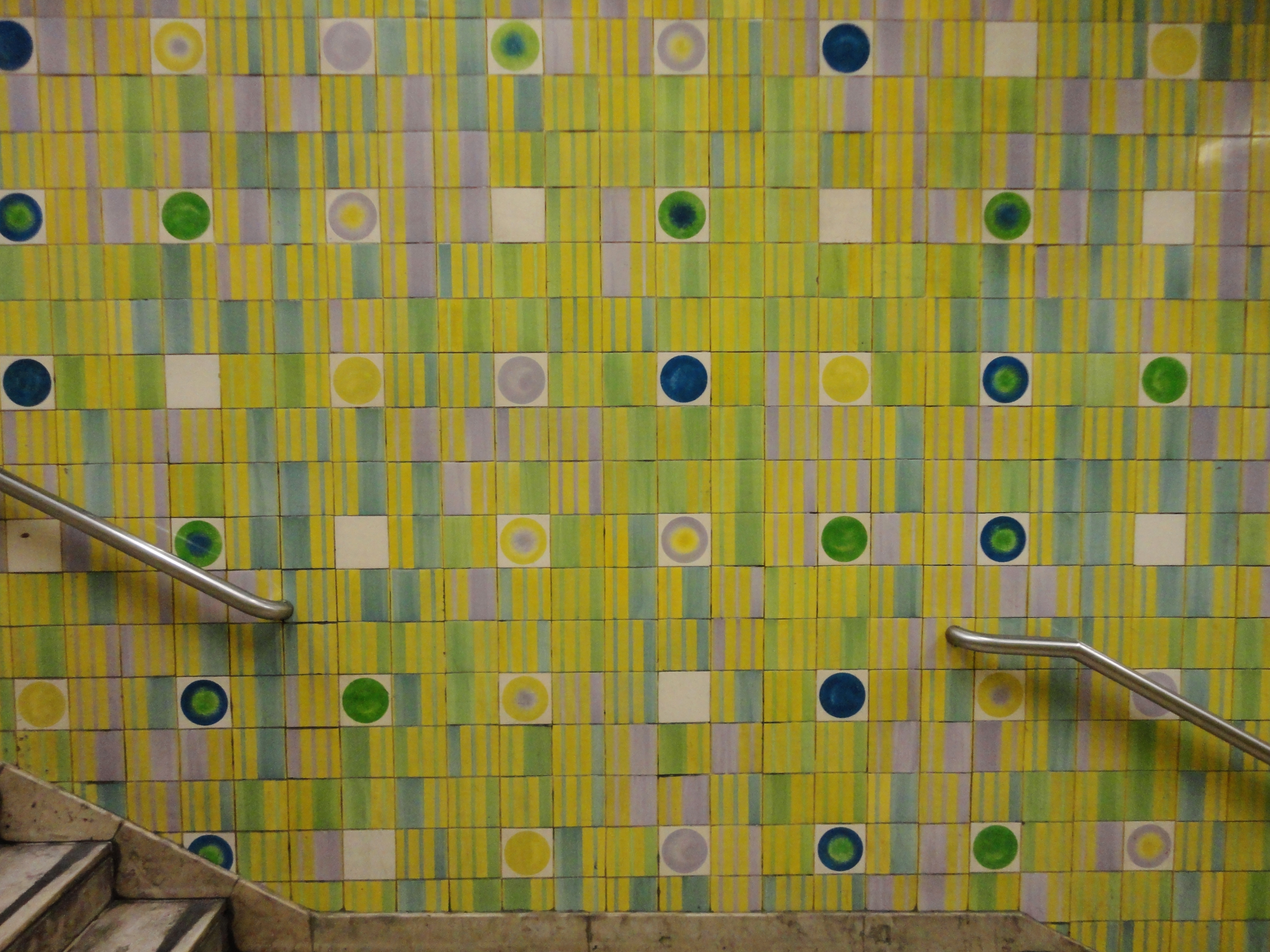
Estação Martim Moniz
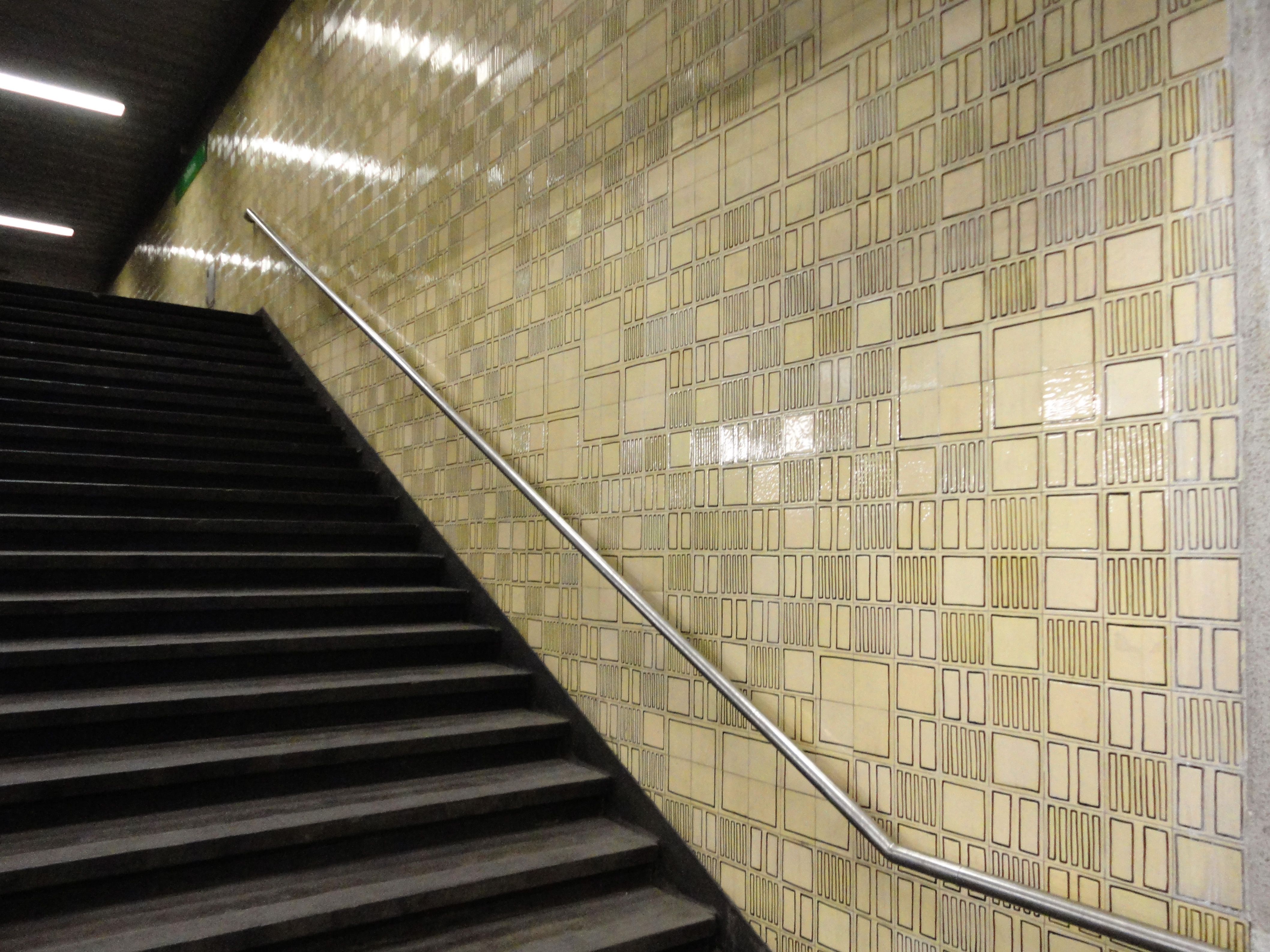
Estação Intendente
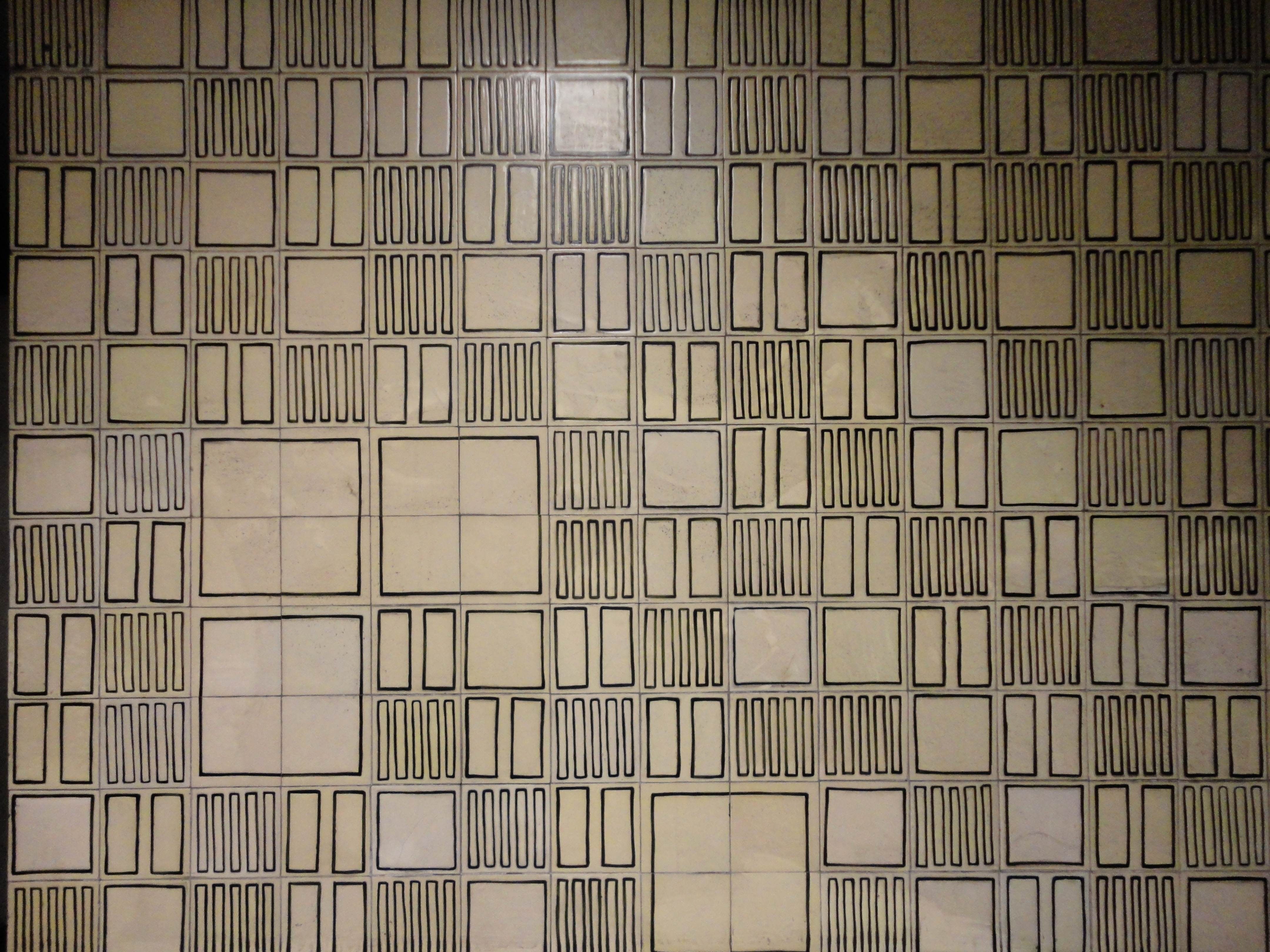
Estação Intendente
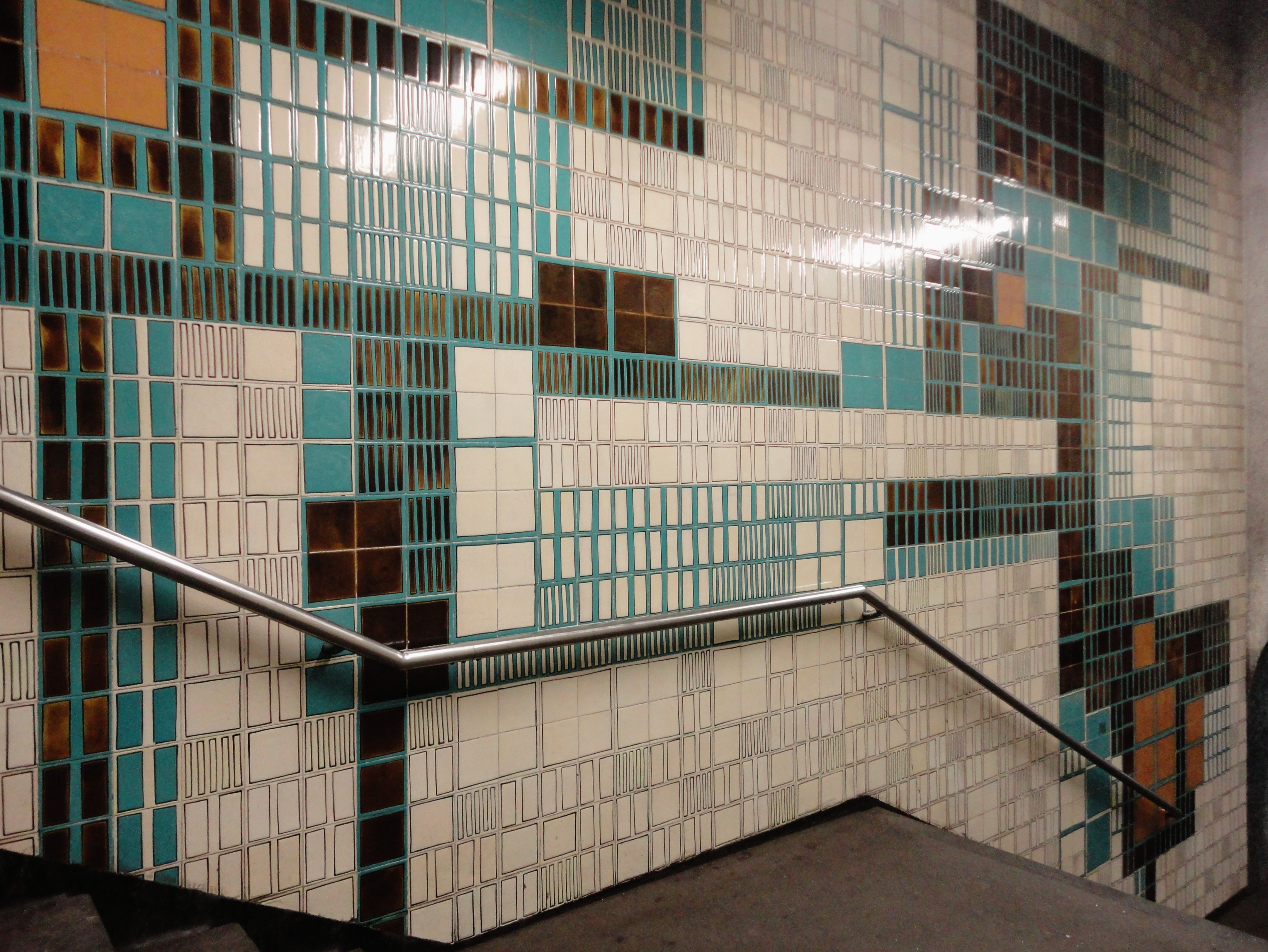
Estação Intendente
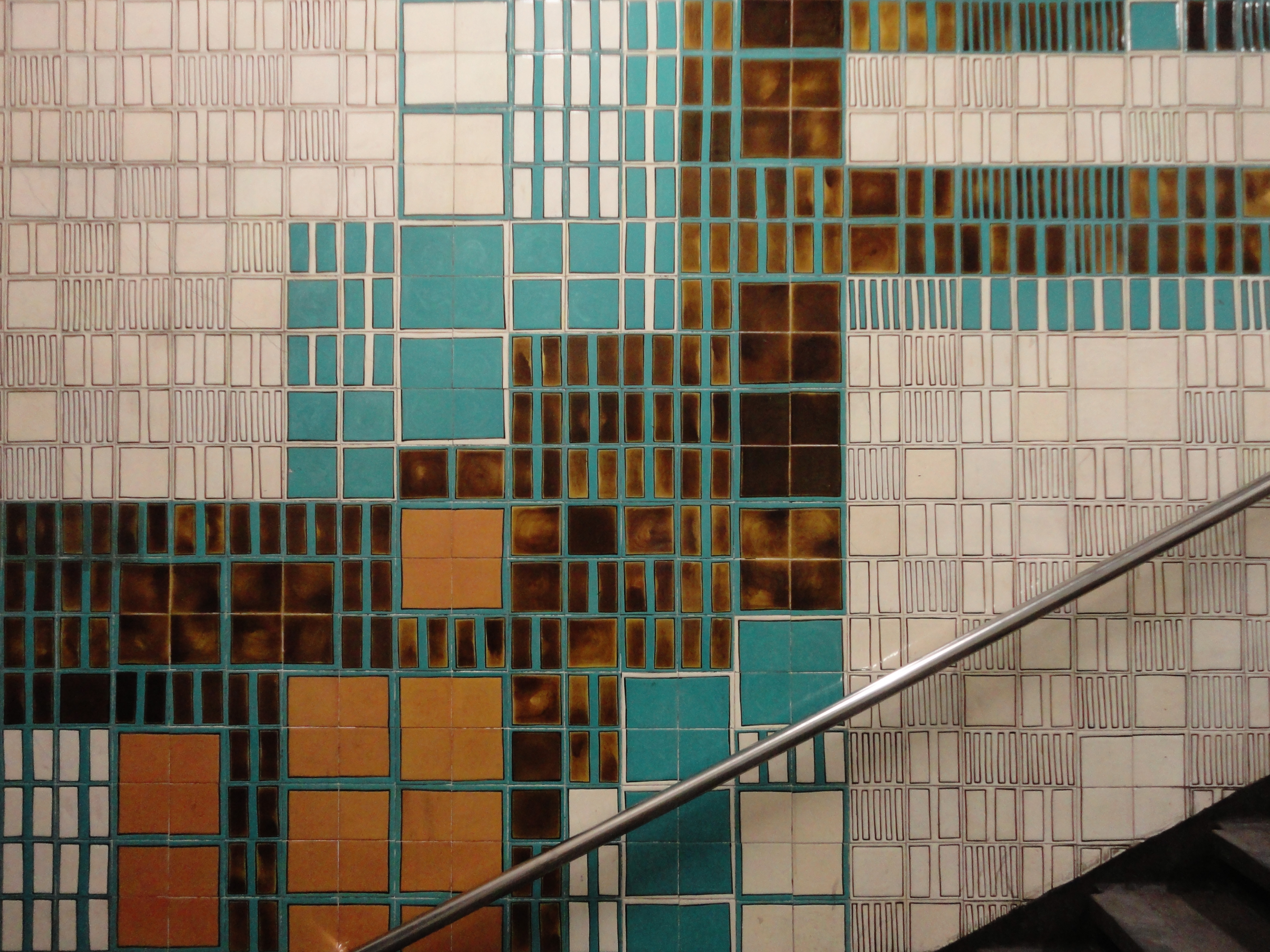
Estação Intendente
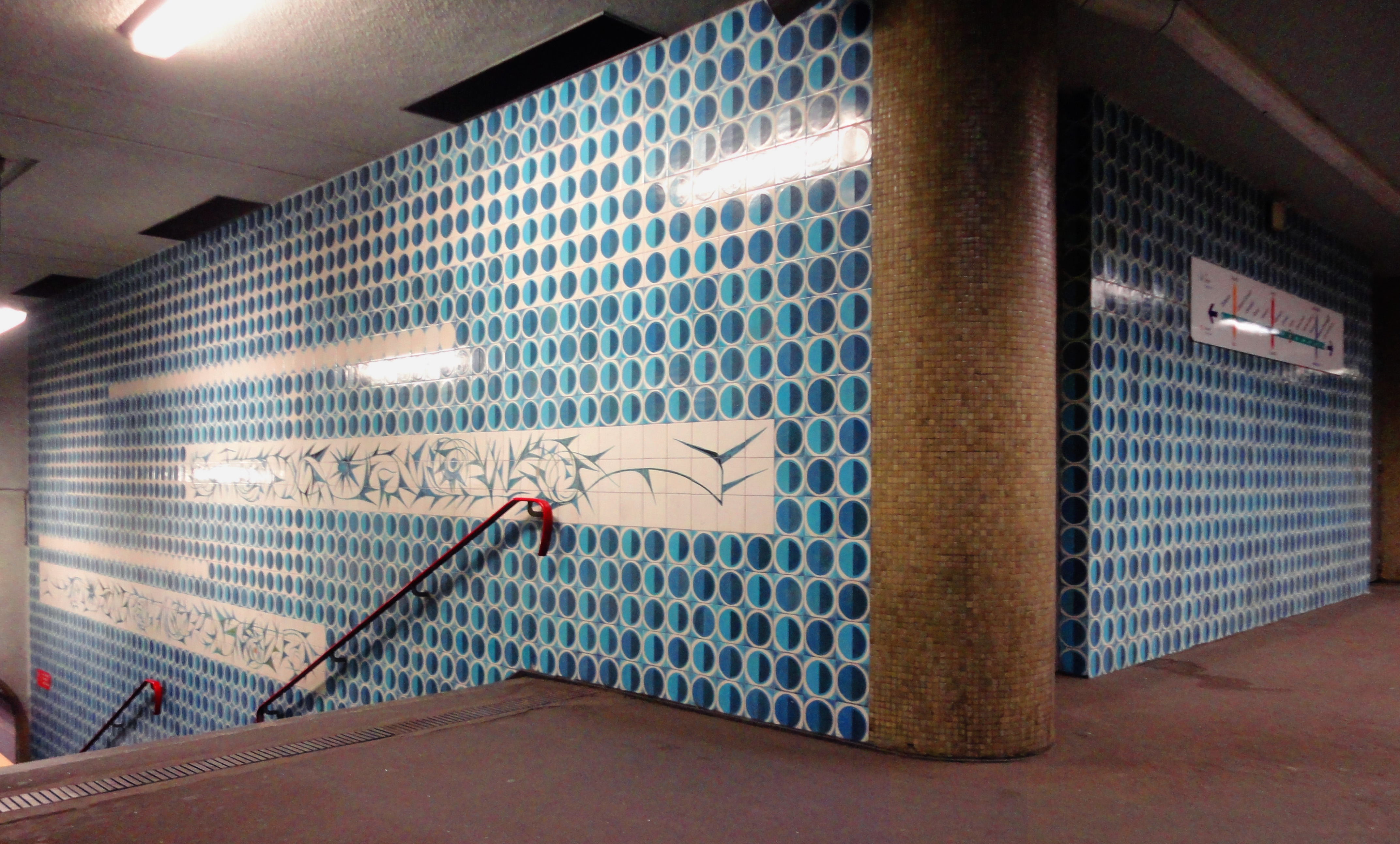
Estação Anjos
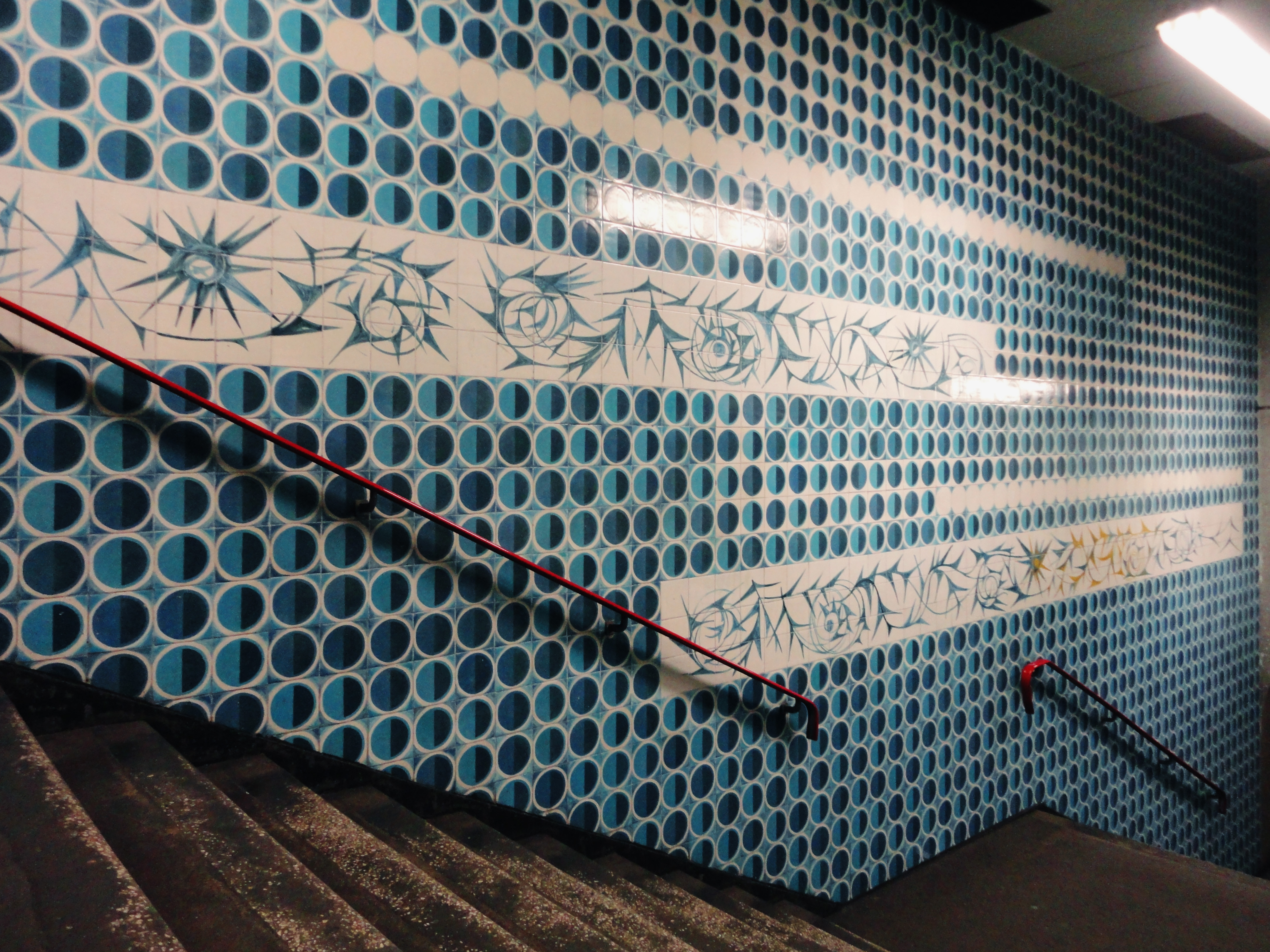
Estação Anjos
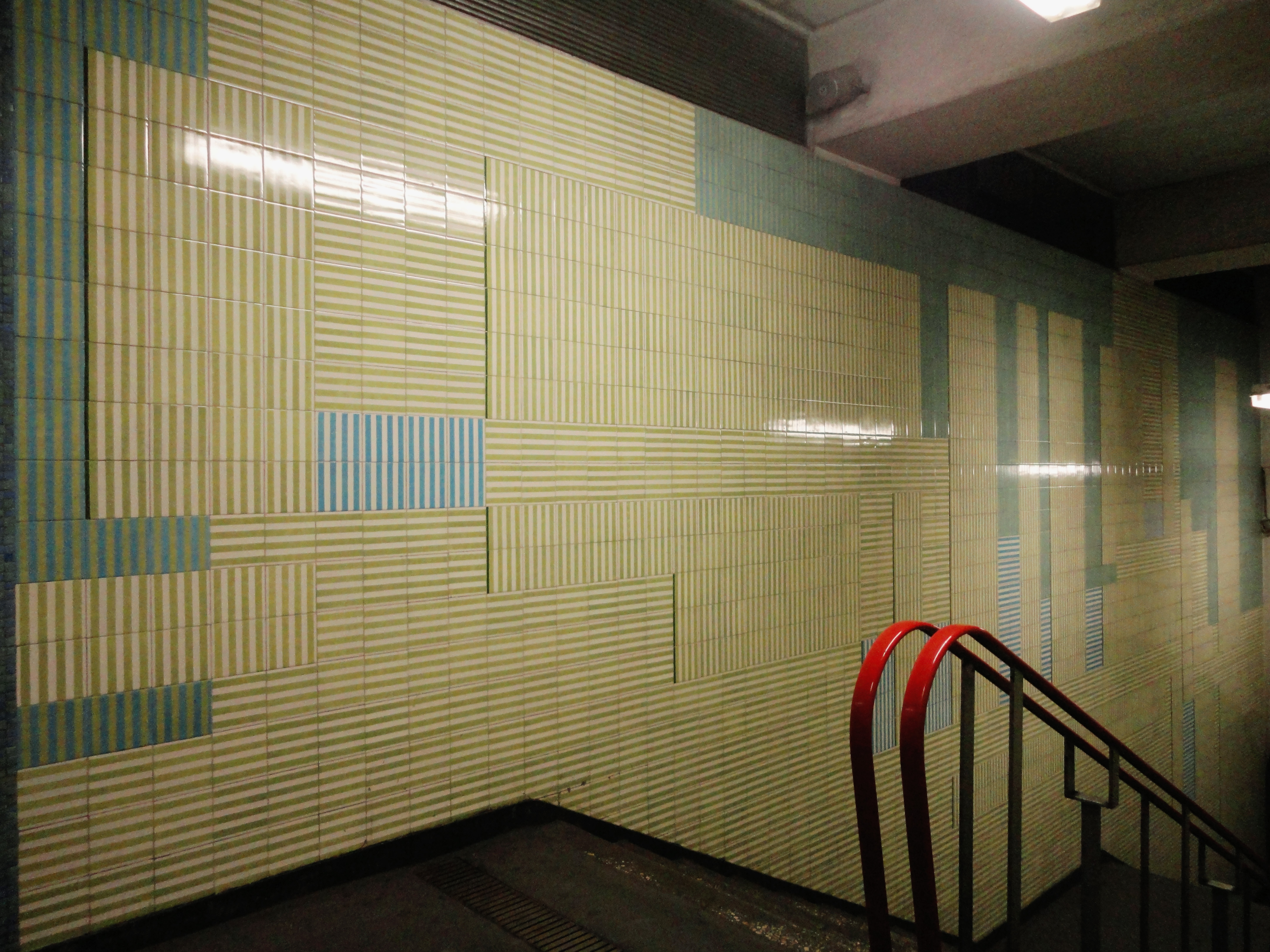
Estação Arroios
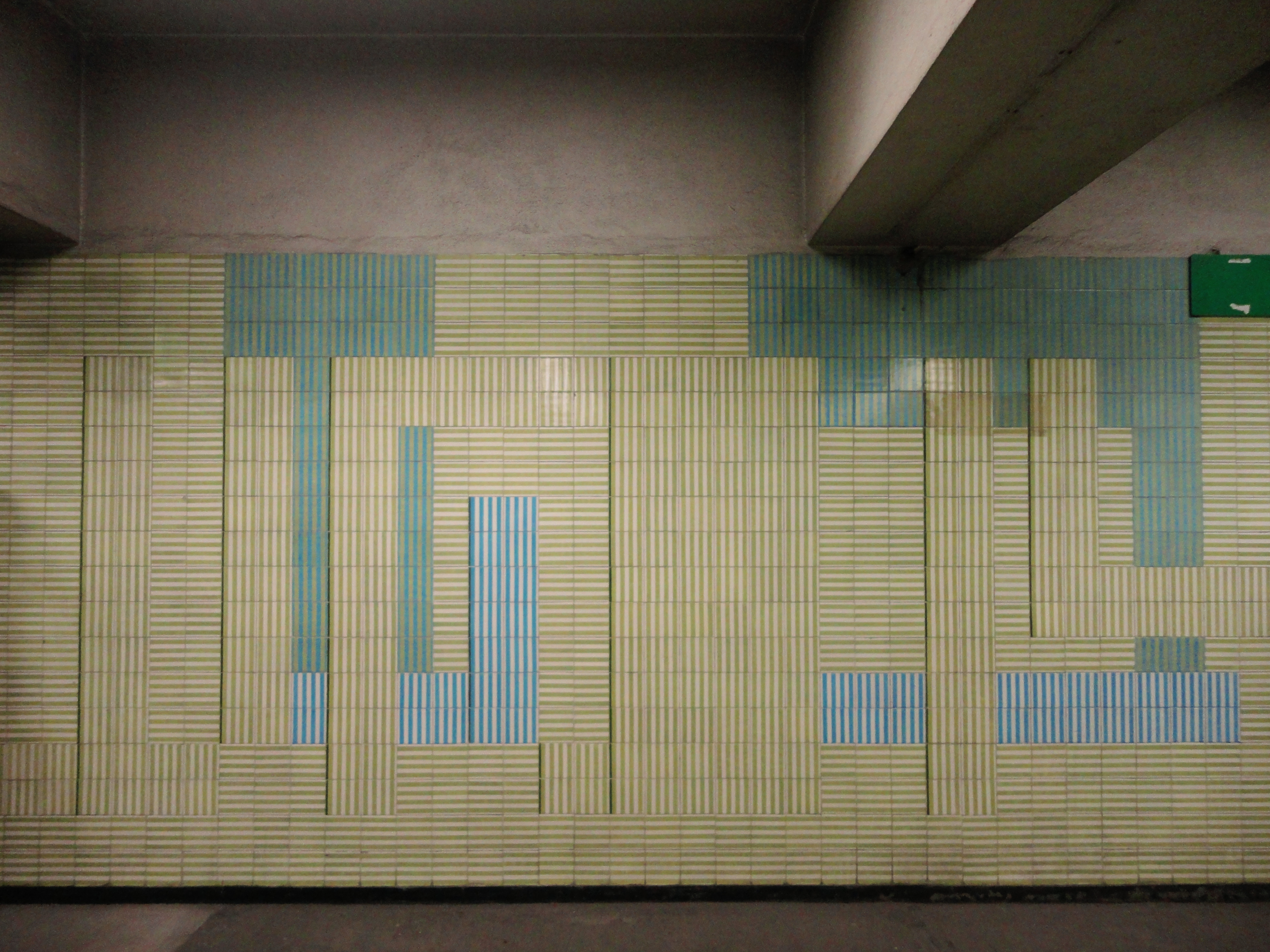
Estação Arroios
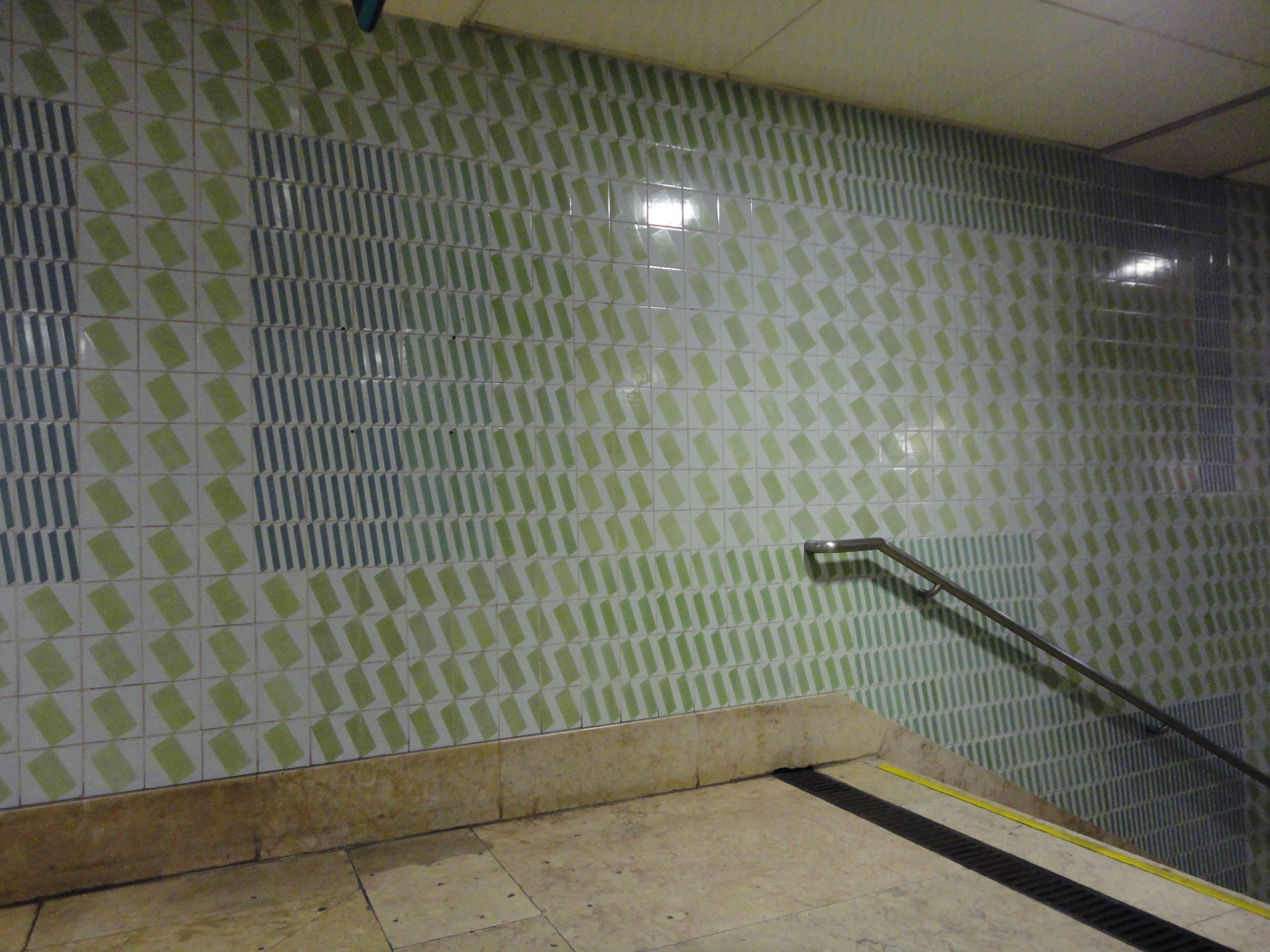
Estação Alameda (Metropolitano de Lisboa)
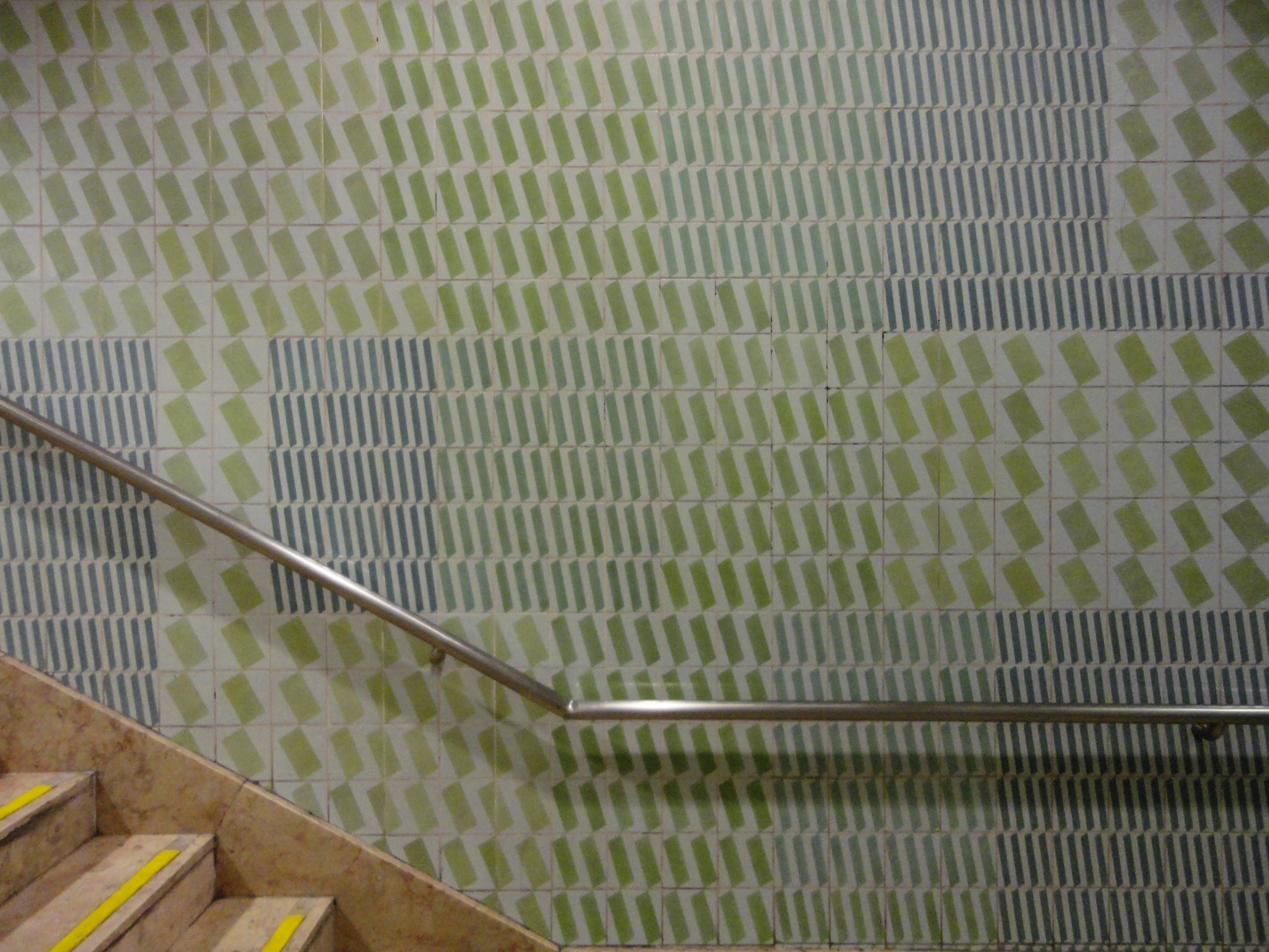
Estação Alameda
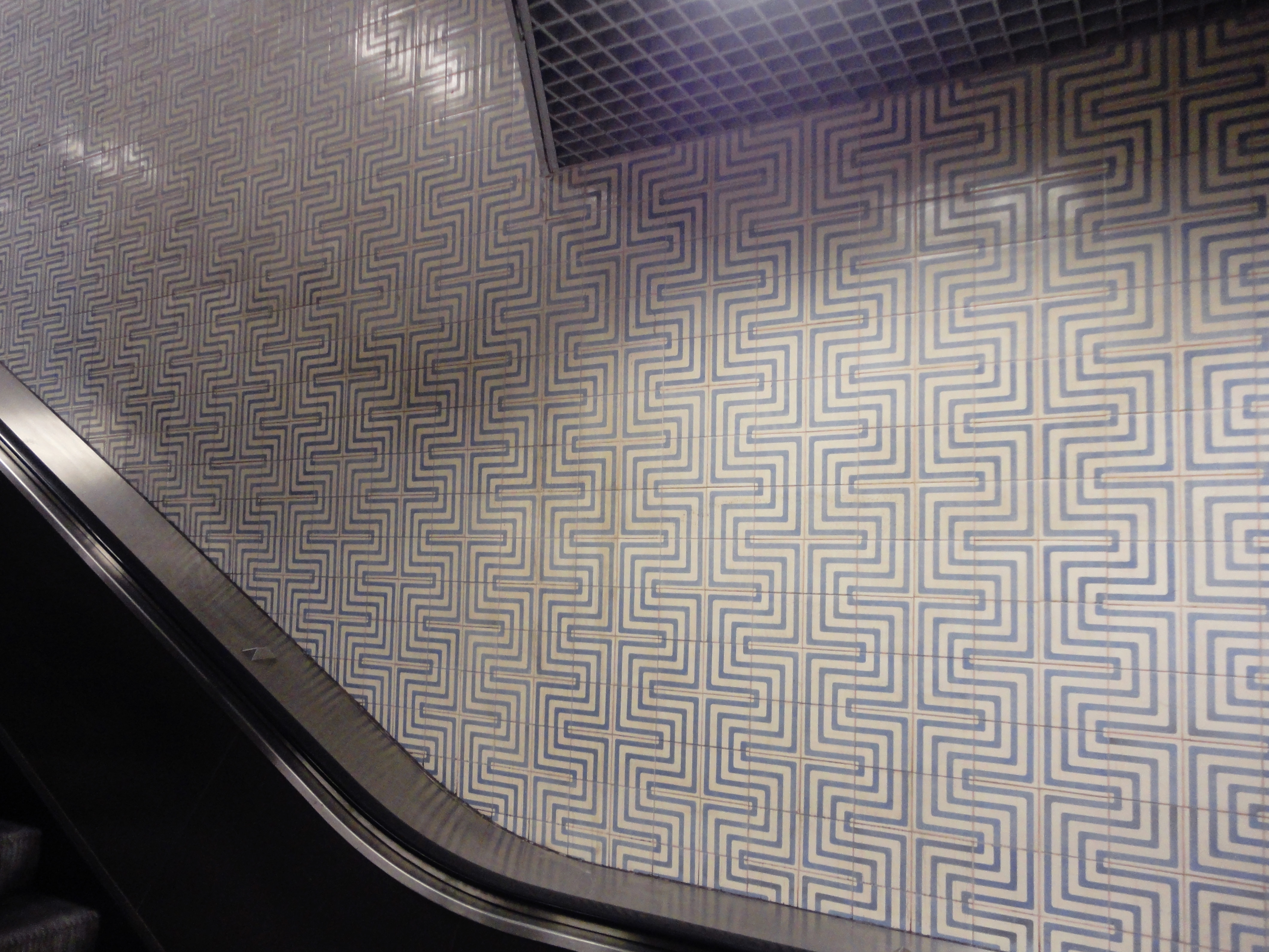
Estação Restauradores
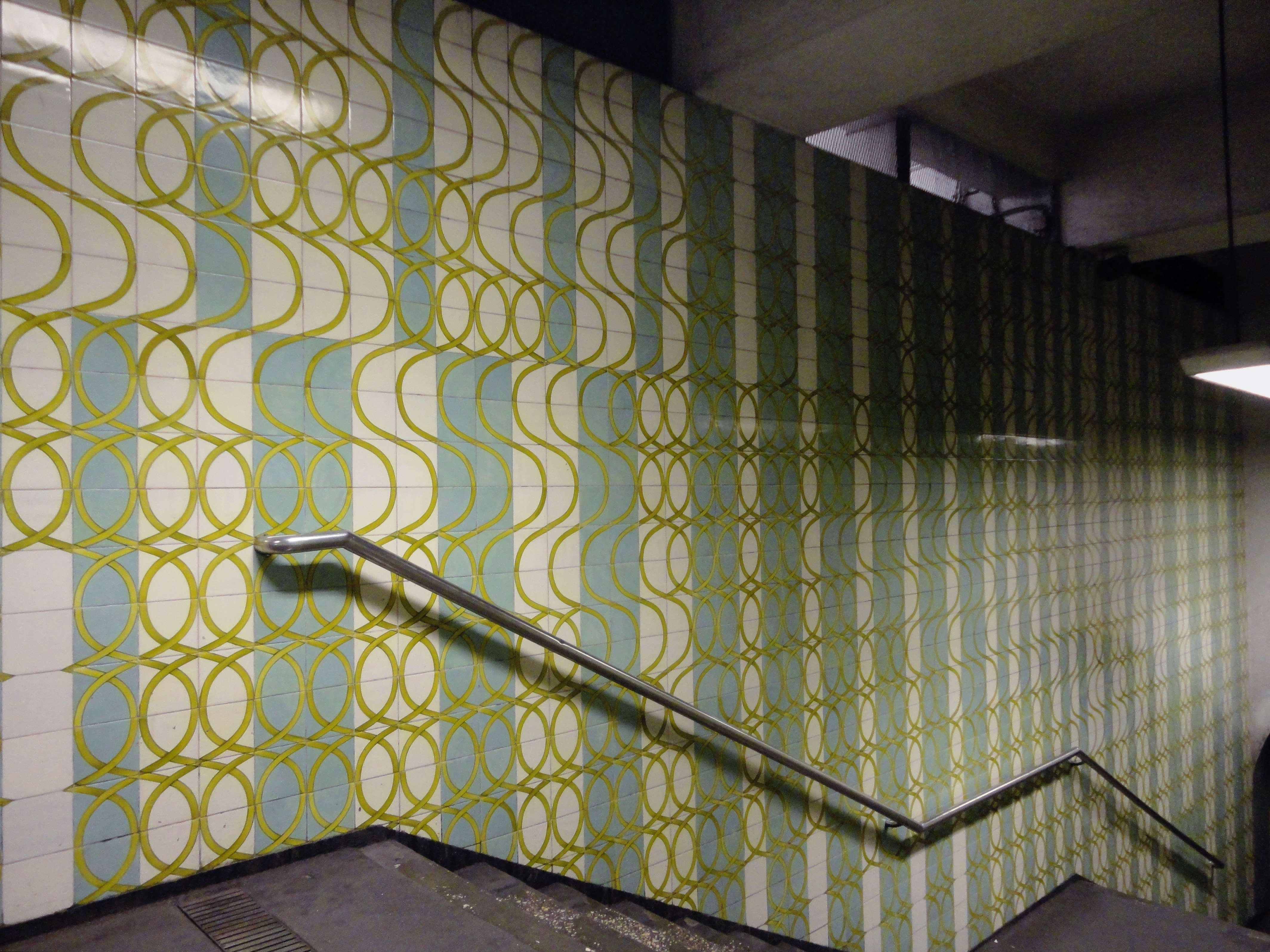
Estação Areeiro
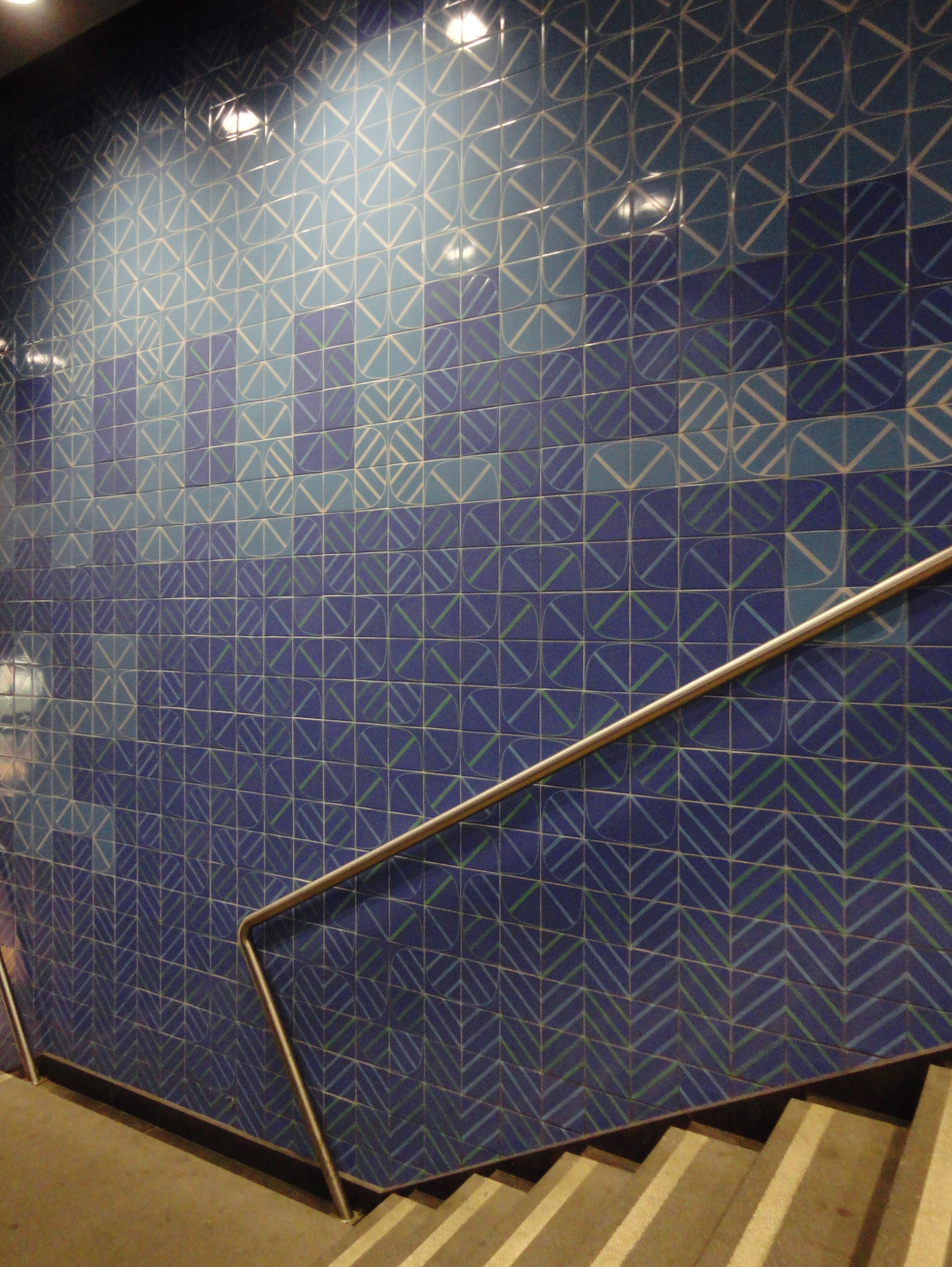
Estação Roma
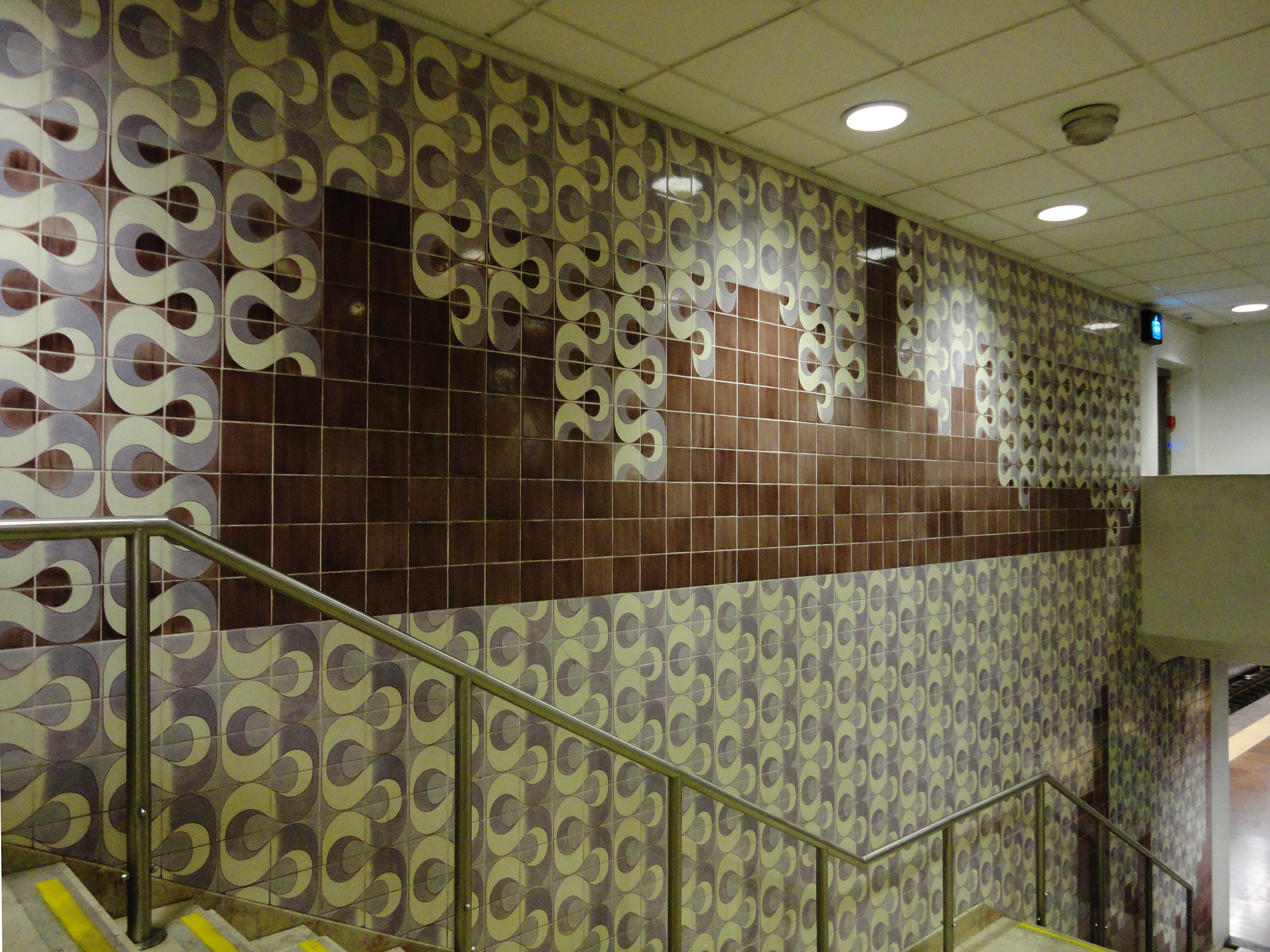
Estação Alvalade
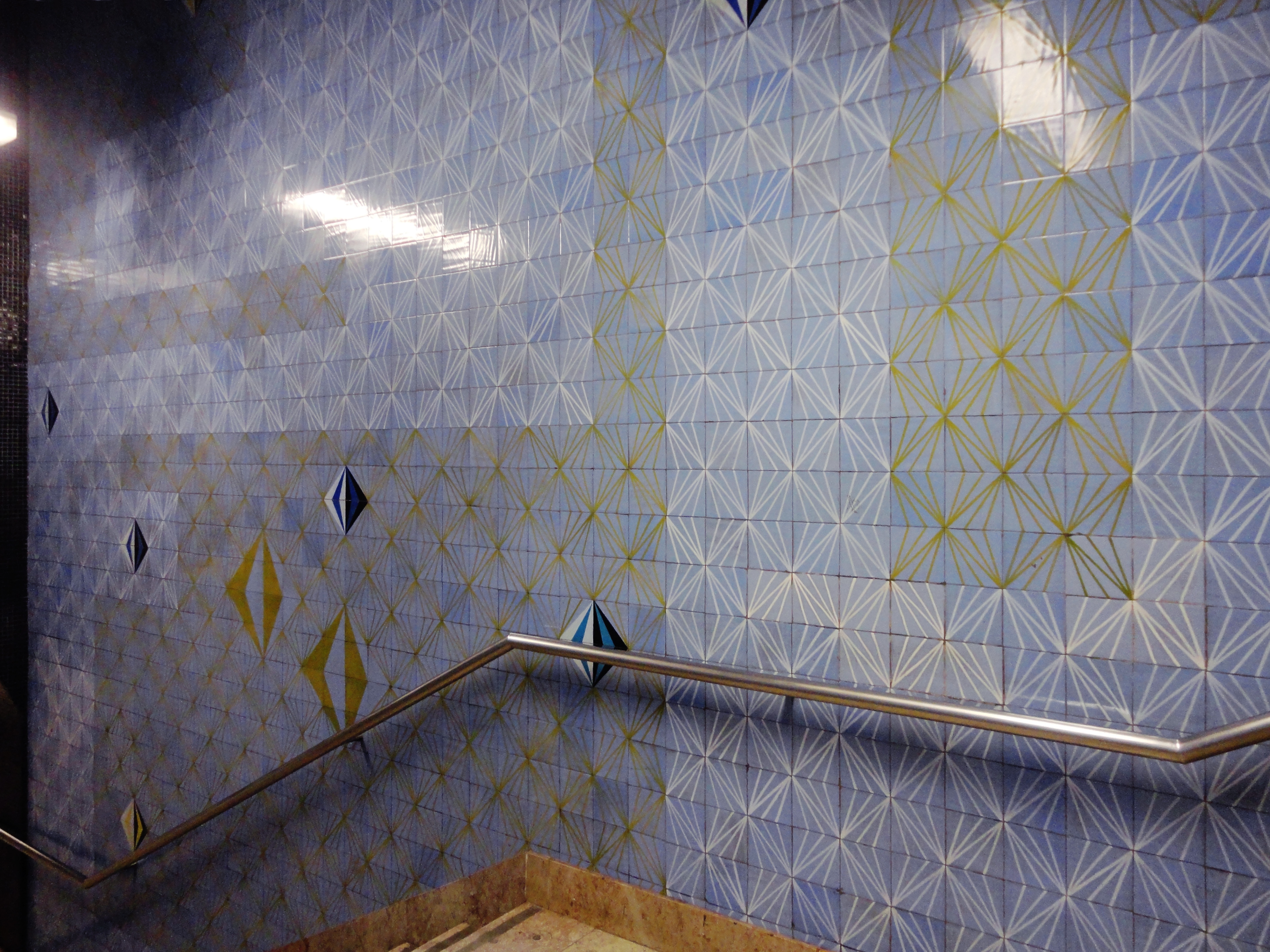
Estação Campo Pequeno
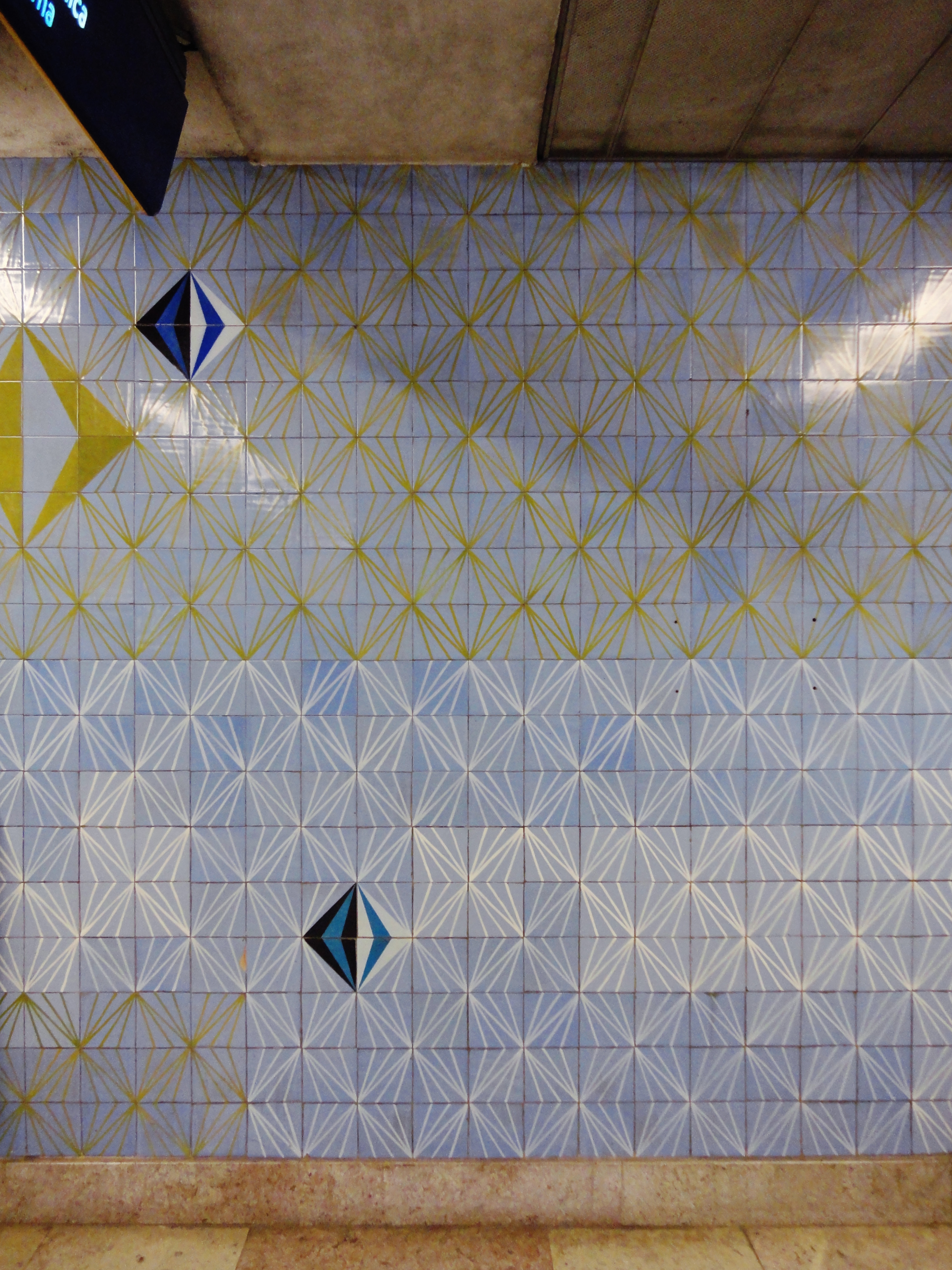
Estação Campo Pequeno
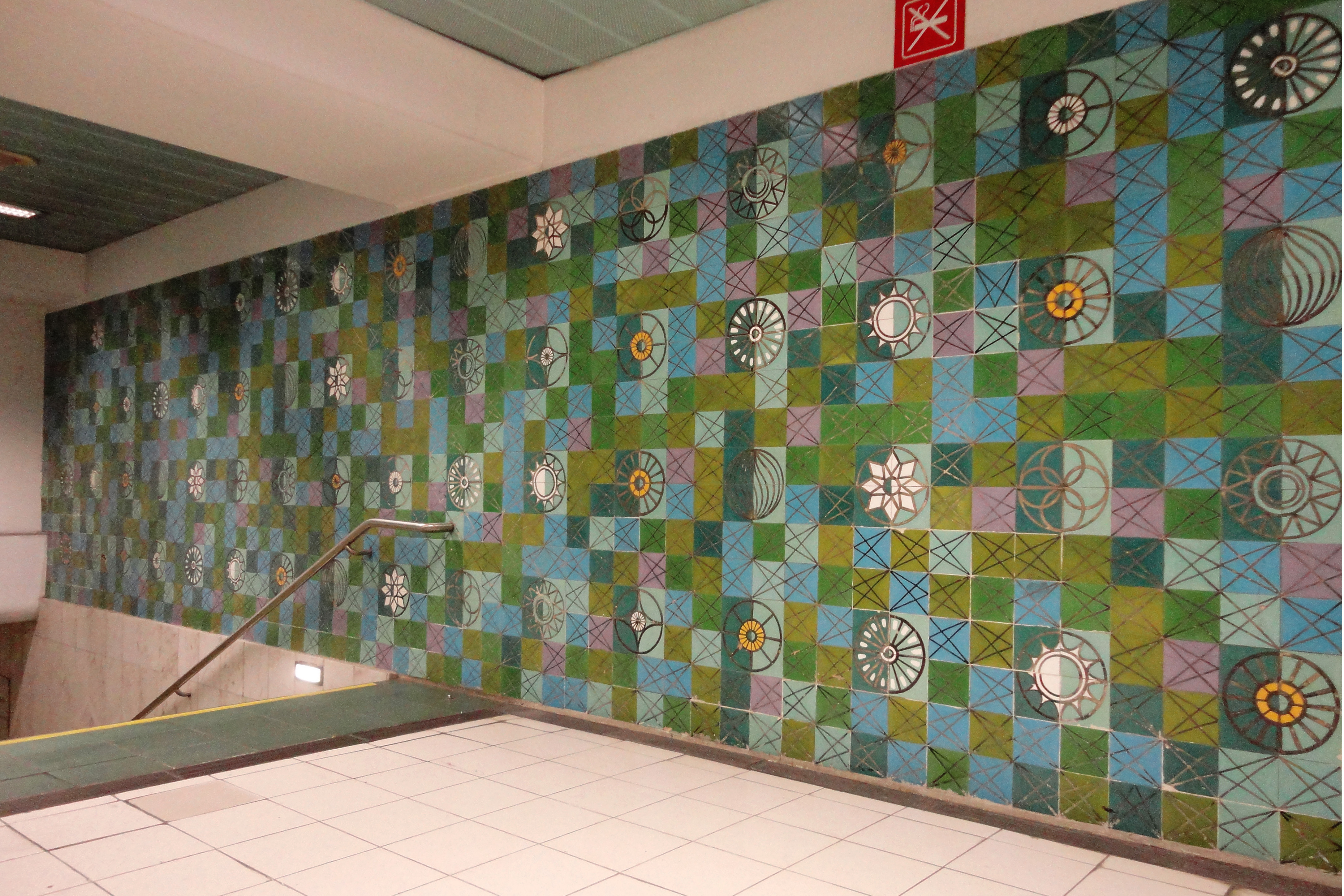
Estação Rossio
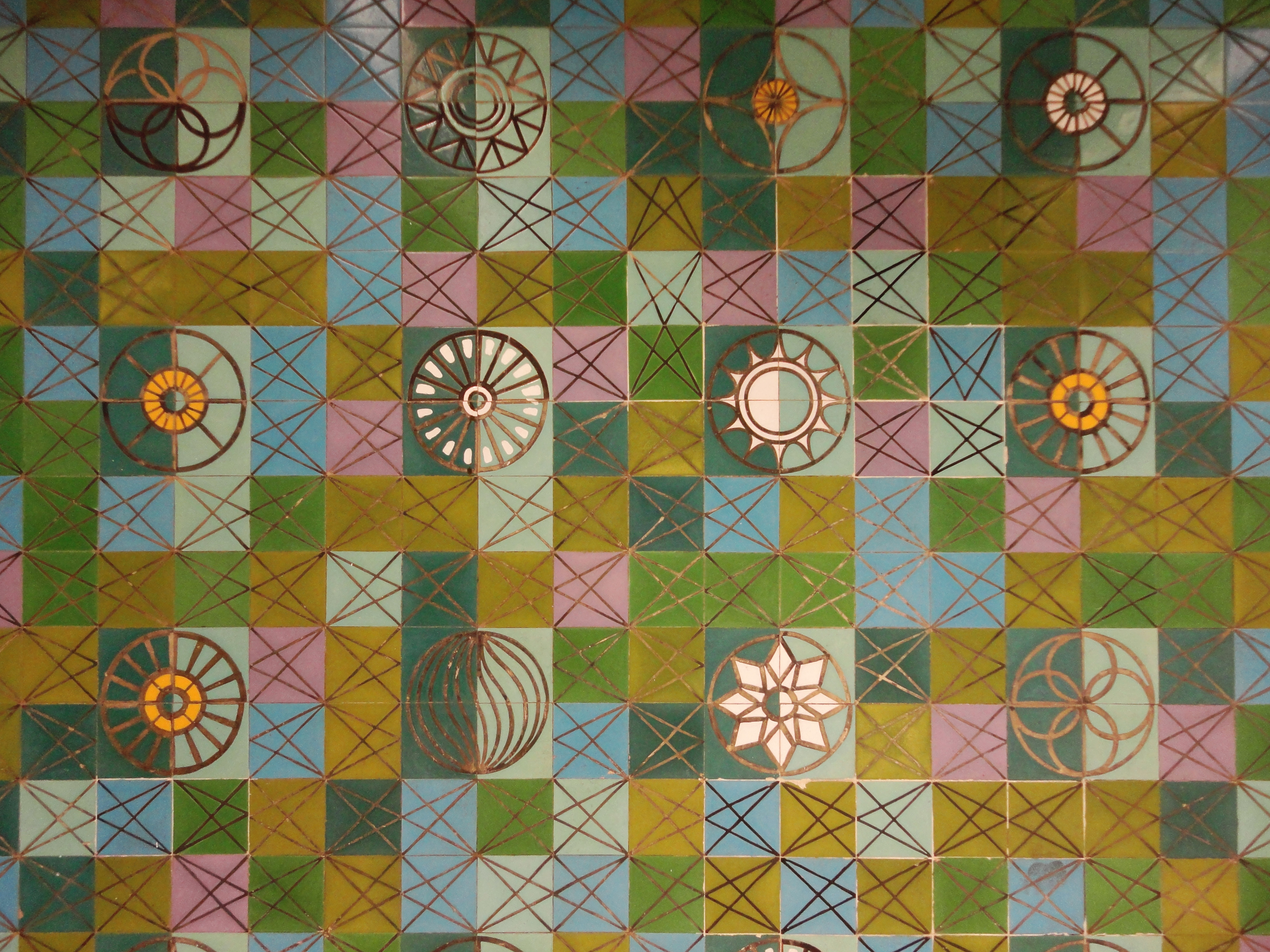
Estação Rossio
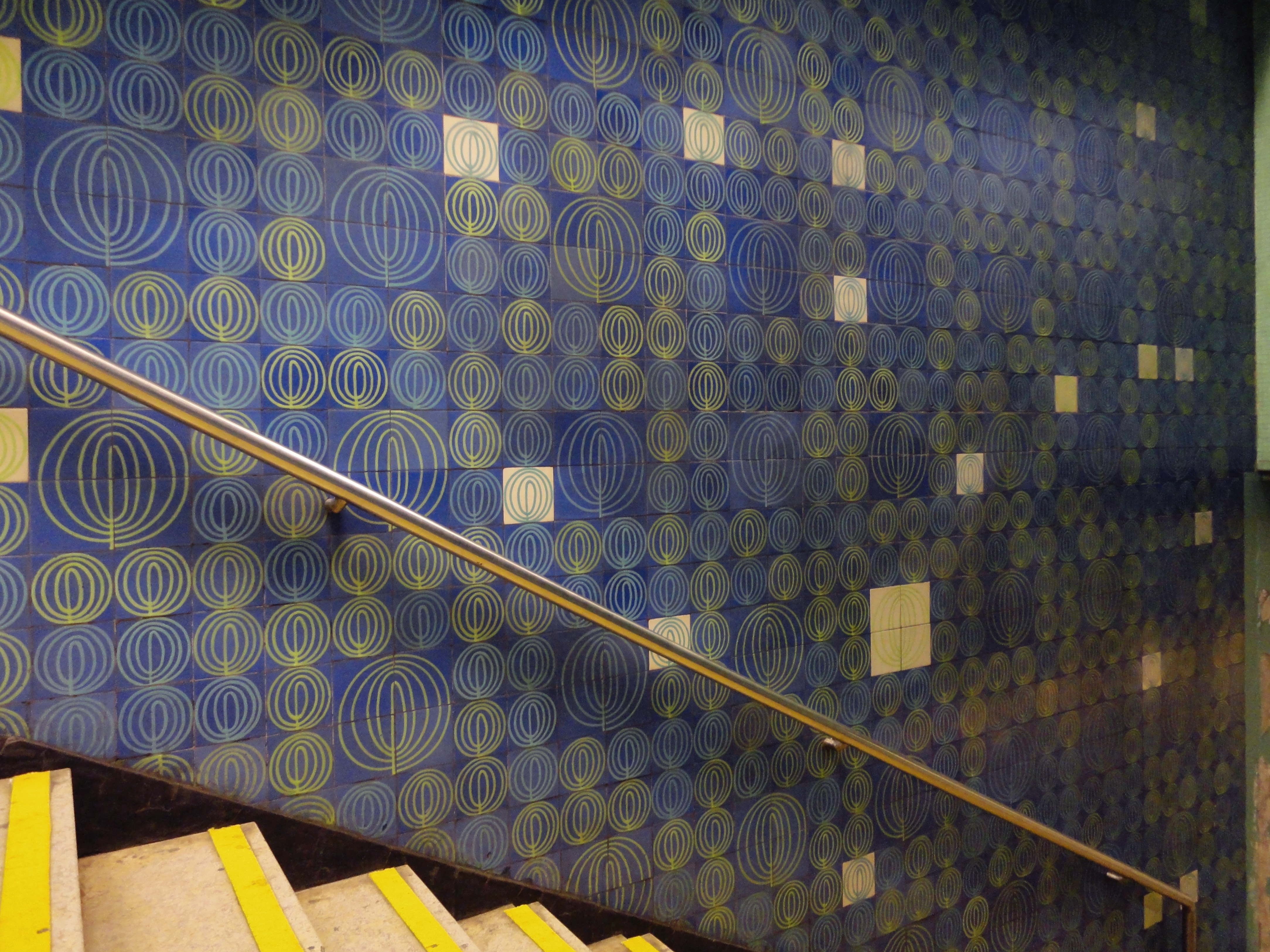
Estação Marquês de Pombal
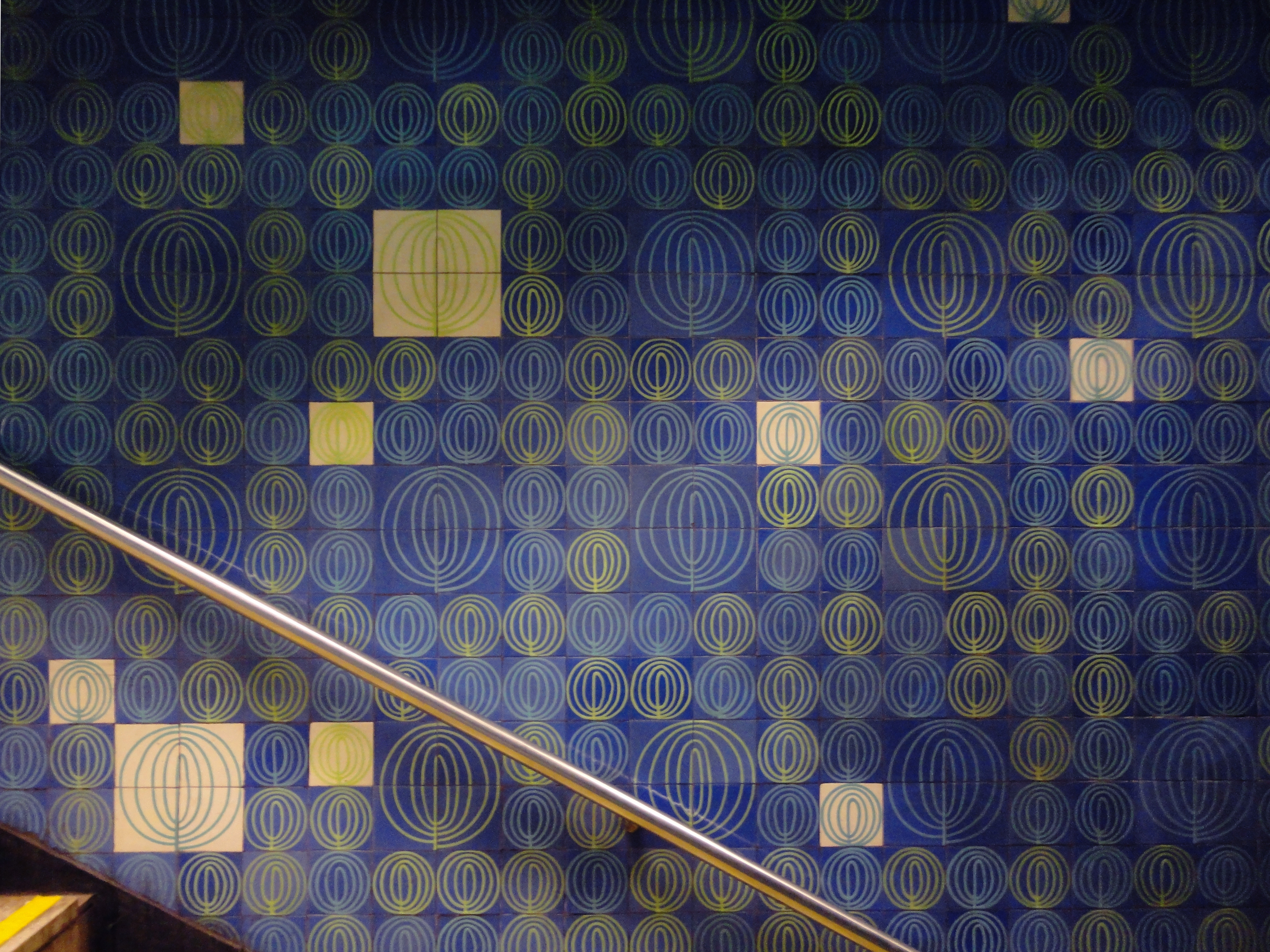
Estação Marquês de Pombal
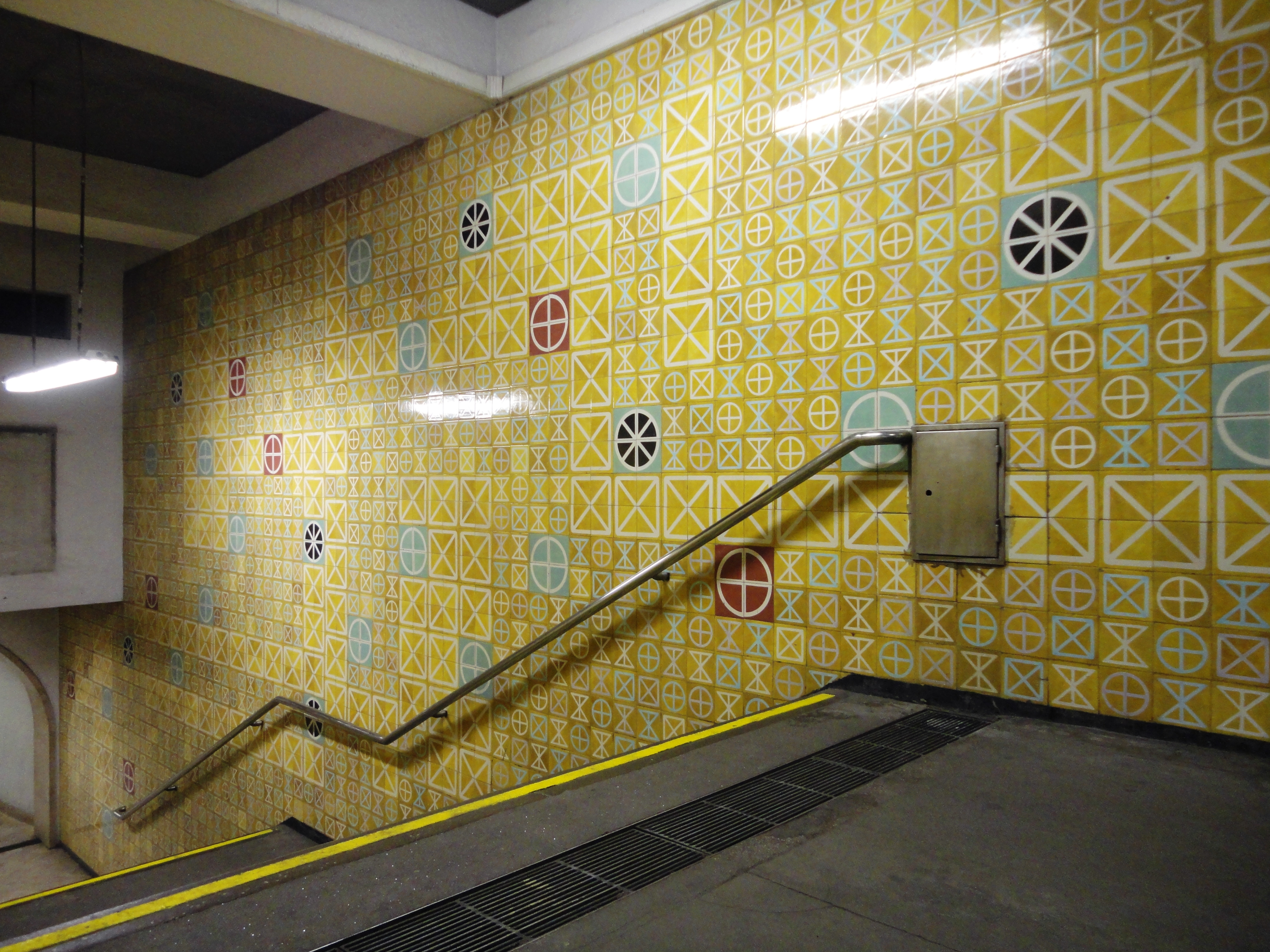
Estação Entre Campos
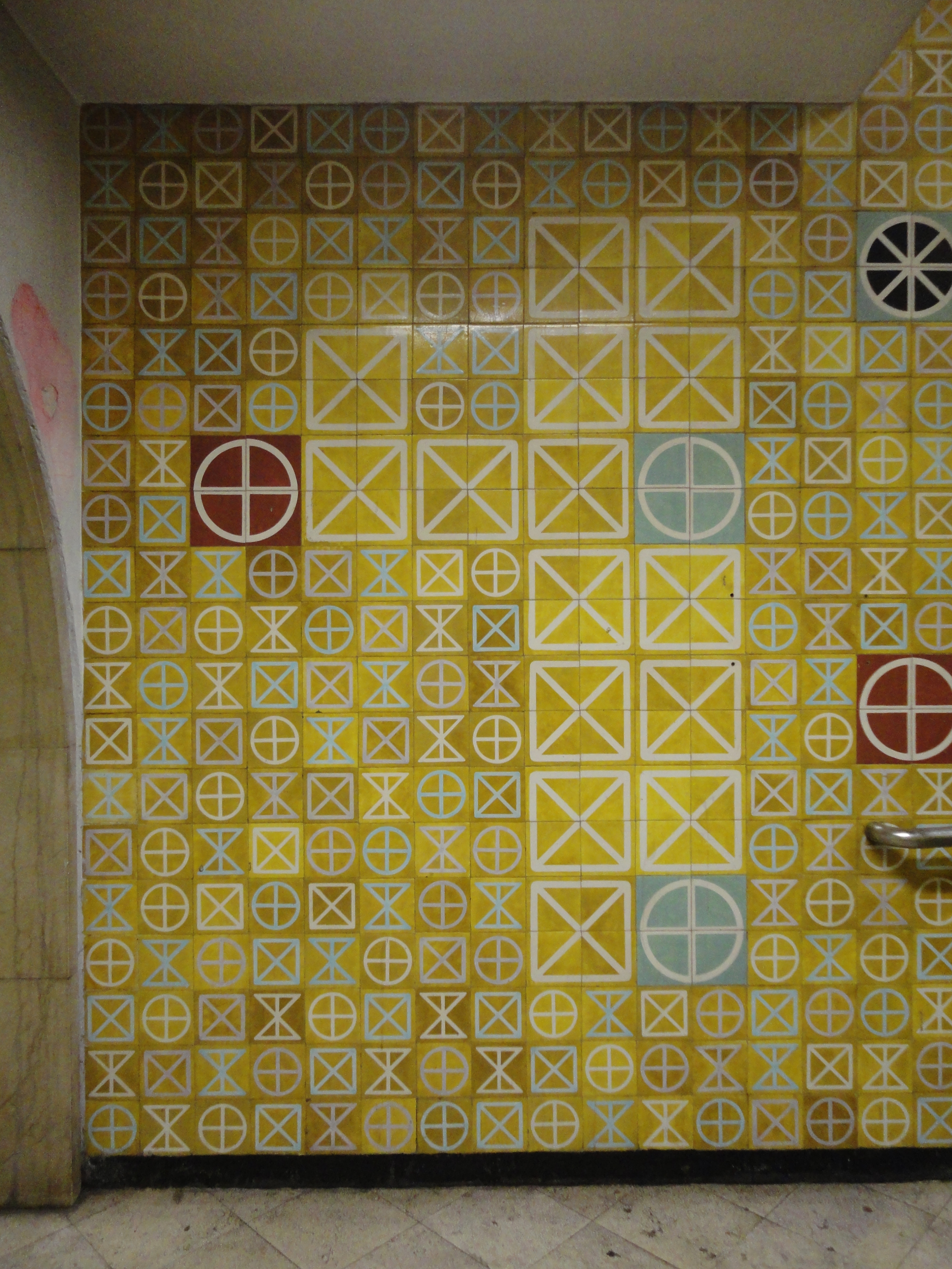
Estação Entre Campos
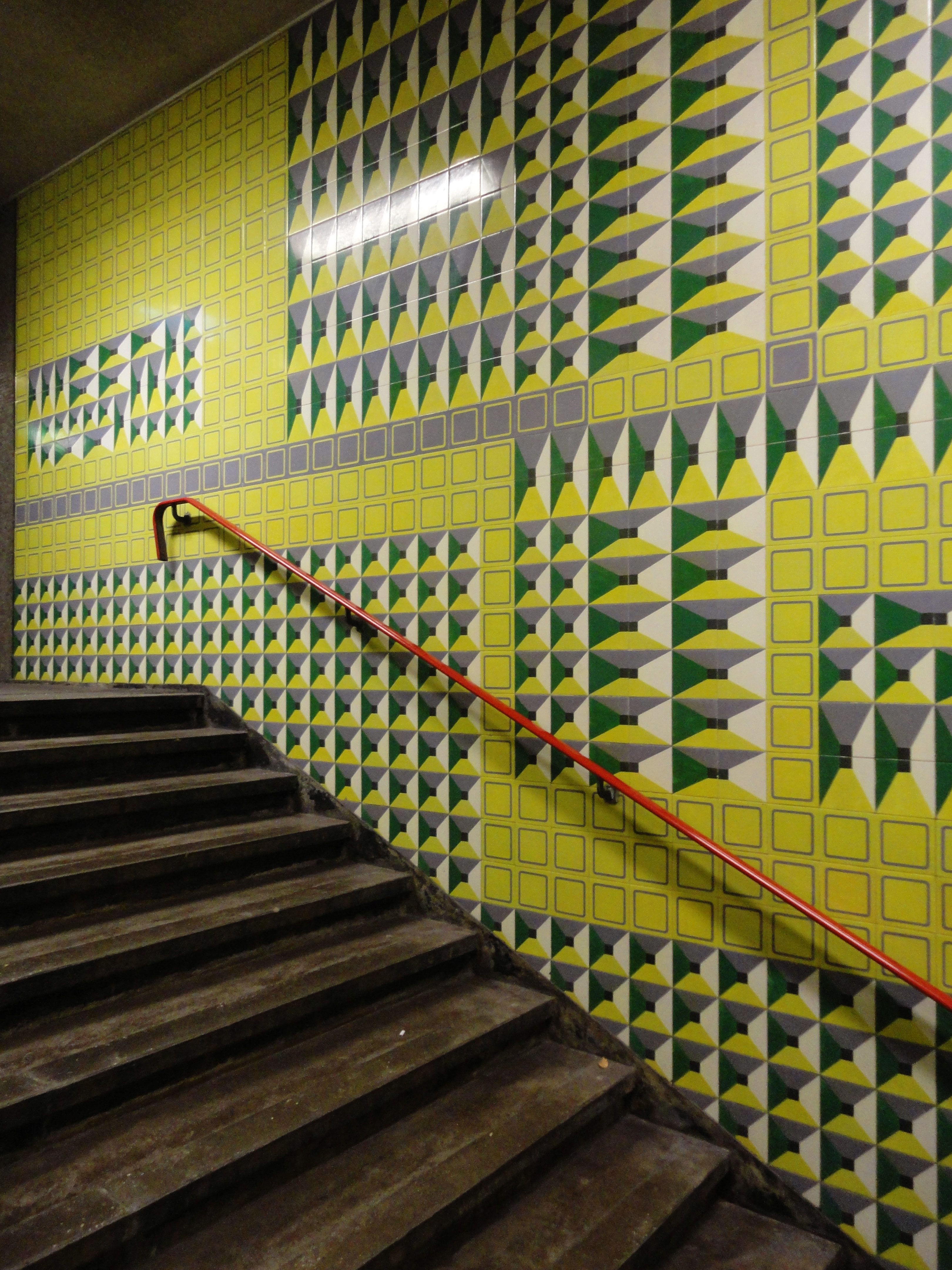
Estação Praça de Espanha
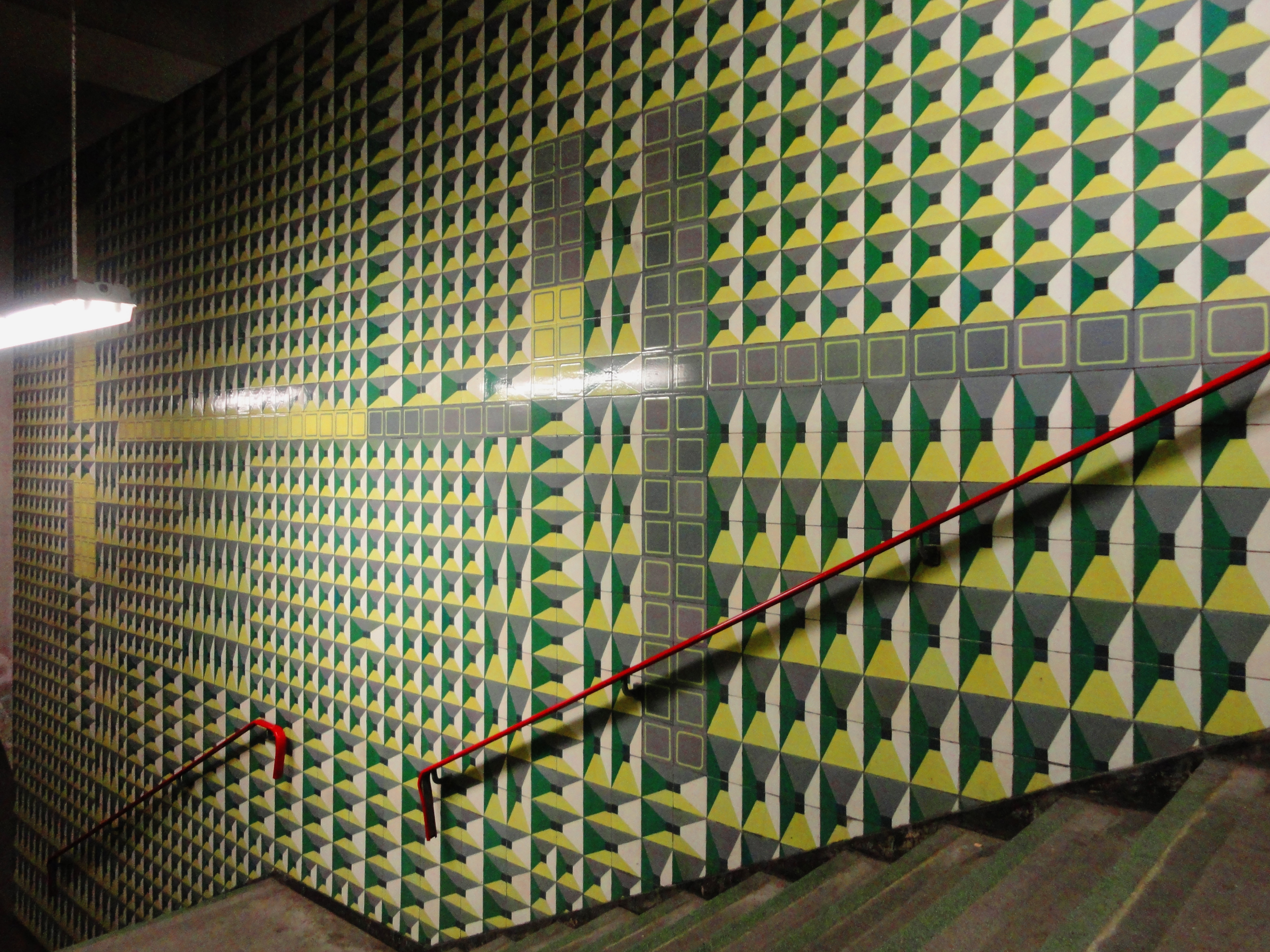
Estação Praça de Espanha

### Prémios e Reconhecimento
- Prémio Souza-Cardoso, SPN, 1941.
- Grande Prémio Aquisição, Academia Nacional de Belas-Artes (2009)[17]
- Em 2020, o Ministério da Cultura português assumiu a responsabilidade de inventariar e estudar o seu espólio. Este acordo, celebrado com o seu filho Francisco Keil do Amaral conhecido como Pitum, também contempla a deposição e exposição do mesmo num dos museus sob a alçada da Direcção-Geral do Património Cultural (DGPC). [18] [19][20]

## Ligações Externas
- No traço de Maria Keil - Ensina RTP